# اندور (مجموعه تلویزیونی آمریکایی)
اندور (انگلیسی: Andor)، که با عناوین جنگ ستارگان: اندور و اندور: داستانی از جنگ ستارگان نیز شناخته می‌شود، یک مجموعه تلویزیونی آمریکایی در ژانرهای علمی-تخیلی، سیاسی و جاسوسی است که توسط تونی گیلروی برای سرویس استریم دیزنی پلاس ساخته شده است. این مجموعه بخشی از فرنچایز جنگ ستارگان بوده و پیش‌درآمد فیلم روگ وان (۲۰۱۶) است، که خود فیلم پیش‌درآمدی بر فیلم اصلی جنگ ستارگان ساخته ۱۹۷۷ است. داستان سریال حول محور کاسیان اندور، دزدی که به جاسوس شورشی تبدیل می‌شود، در طول پنج سال منتهی به رویدادهای دو فیلم مذکور می‌چرخد و چگونگی رادیکال شدن او در برابر امپراتوری کهکشانی و شکل‌گیری اتحاد شورشیان را کاوش می‌کند.
دیه‌گو لونا نقش کاسیان اندور را از فیلم روگ وان بازآفرینی کرده و همچنین به عنوان تهیه‌کننده اجرایی فعالیت می‌کند. از دیگر بازیگران این مجموعه می‌توان به استلان اسکاشگورد، کایل سولر، آدریا آرخونا، فیونا شاو، جنیویو آوریلی، دنیس گوف، فی مارسای، وارادا ستو، الیزابت دولاو، فارست ویتاکر، بن مندلسون، بنجامین برات و آلن تودیک اشاره کرد. لوکاس‌فیلم در نوامبر ۲۰۱۸ اعلام کرد که مجموعه‌ای با تمرکز بر اندور در دست ساخت است و لونا به پروژه پیوسته و استفن شیف به عنوان شورانر انتخاب شده است. در آوریل ۲۰۲۰، شیف با تونی گیلروی، یکی از نویسندگان روگ وان، به عنوان خالق و شورانر جایگزین شد. فیلم‌برداری در استودیوهای پاین‌وود در لندن و در لوکیشن‌های مختلف در بریتانیا انجام شد و نیل اسکنلان، که پیش‌تر در روگ وان فعالیت داشت، برای ارائه جلوه‌های غیرکامپیوتری بازگشت. فصل اول، که داستان یک سال از زندگی اندور را در طول زمانی که به یک انقلابی تبدیل می‌شود روایت می‌کند، از نوامبر ۲۰۲۰ تا سپتامبر ۲۰۲۱ در دوران همه‌گیری کووید-۱۹ فیلم‌برداری شد. فصل دوم، که چهار سال بعدی منتهی به روگ وان را پوشش می‌دهد، از نوامبر ۲۰۲۲ تا فوریه ۲۰۲۴ با وقفه‌ها و تأخیرهایی ناشی از مناقشات کارگری هالیوود ۲۰۲۳ فیلم‌برداری شد. نیکولاس بریتل موسیقی متن غیراقتباسی فصل اول را ساخت، در حالی که برندون رابرتس ساخت موسیقی فصل دوم را به عهده داشت.
سه قسمت اول فصل نخست اندور در ۲۱ سپتامبر ۲۰۲۲ به نمایش درآمد. نه قسمت دیگر این فصل به‌صورت هفتگی تا ۲۳ نوامبر منتشر شدند. پخش فصل دوم و نهایی این مجموعه در ۲۲ آوریل ۲۰۲۵ با سه قسمت آغاز شد و قسمت‌های بعدی به‌صورت هفتگی تا ۱۳ مه پخش شدند. این مجموعه به‌خاطر شیوه نویسندگی، اجرای بازیگران، عوامل فنی و لحن تاریک‌تر و بالغانه‌تر در مقایسه با دیگر آثار جنگ ستارگان، تحسین گسترده منتقدان را برانگیخت. فصل اول این مجموعه نامزد سه جایزه امی پرایم‌تایم از جمله جایزه بهترین سریال درام شد.

## پیش‌زمینه‌ی داستان
اندور نگاهی خشن، بدبینانه و واقع‌گرایانه به نحوه عملکرد دولت امپراتوری کهکشانی و پیامدهای اقدامات آن بر زندگی روزمره شهروندان ارائه می‌دهد. این سریال که داستان آن پنج سال پیش از رویدادهای روگ وان و جنگ ستارگان: امید نو آغاز می‌شود، از گروهی از شخصیت‌ها بهره می‌برد تا چگونگی شکل‌گیری اتحاد شورشیان در برابر امپراتوری کهکشانی را به تصویر بکشد. یکی از این شخصیت‌ها کاسیان اندور، دزدی است که به یک انقلابی تبدیل شده و در نهایت به شورشیان می‌پیوندد.

## بازیگران و شخصیت‌ها

#### بازیگران اصلی
- دیه‌گو لونا در نقش کاسیان اندور: دزد و جمع‌آوری‌کننده اشیای بی‌صاحب که سیاره زادگاهش، کناری، به دلیل اقدامات امپراتوری کهکشانی غیرقابل سکونت شده است. سریال با اندور به عنوان فردی بدبین و مخالف انقلاب آغاز می‌شود و چگونگی تبدیل او به «فردی پرشور که خود را برای نجات کهکشان فدا می‌کند» در روگ وان را کاوش می‌کند. تونی گیلروی او را رهبری طبیعی توصیف کرده که توانایی دستکاری دیگران را دارد و «جاسوس، جنگجو و قاتلی بی‌نقص» است.[۱][۲] آنتونیو وینا نقش کاسیان جوان را ایفا می‌کند، زمانی که با نام کاسا شناخته می‌شد.[۳]
- استلان اسکاشگورد در نقش لوثن رائل: چهره‌ای کلیدی در شورش نوپا که هویت واقعی‌اش نامعلوم است، اما مأموران امپراتوری او را با نام رمز «محور» می‌شناسند. او رابط بیکس برای فروش تجهیزات دزدیده‌شده است و کاسیان را برای اولین مأموریتش به عنوان عامل شورشی استخدام می‌کند. لوثن در ظاهر به عنوان یک دلال عتیقه‌جات عجیب از کوروسانت معرفی می‌شود.[۴][۵]از بالا به پایین: دیگو لونا، کایل سولر، آدریا آرجونا و استلان اسکاشگورد در «آندو» بازی می‌کنند.
- کایل سولر در نقش سیریل کارن: بازرس معاون در سازمان پروکس-مورلانا (پره‌مور)، یک کنسرسیوم شرکتی مسئول یک بخش تجاری. سیریل در سرویس امنیتی پره‌مور فعالیت می‌کند و پس از آگاهی از کشته شدن دو مأمور امنیتی پره‌مور توسط کاسیان، مصمم به دستگیری او می‌شود.[۳]
- آدریا آرخونا در نقش بیکس کالین: مکانیکی که در بازار سیاه فعالیت می‌کند، متحد و دوست نزدیک کاسیان است و گهگاه رابطه عاشقانه‌ای با او داشته است. او در غیاب کاسیان از ماروا مراقبت می‌کند.[۳]
- فیونا شاو در نقش ماروا اندور (فصل اول): مادرخوانده کاسیان که او را همراه با کلِم از کناری به فرزندی پذیرفت.[۳]
- جنیویو اوریلی در نقش مون موثما: سناتور امپراتوری از سیاره ثروتمند چندریلا که تلاش می‌کند در سیاست‌های امپراتوری مانور دهد و همزمان با استفاده از ثروت خانوادگی‌اش به‌صورت مخفیانه به شورش نوپا کمک مالی کند. اوریلی این نقش را از رسانه‌های قبلی ''جنگ ستارگان'' بازآفرینی کرده است.[۲]
- دنیس گوف در نقش ددرا میرو: سرپرست جاه‌طلب و استراتژیک در اداره امنیت امپراتوری که وظیفه شکار و حذف رهبر شورشی با نام رمز «محور» را بر عهده دارد. او بعداً وارد رابطه‌ای با سیریل می‌شود.[۶][۷]
- فی مارسای در نقش ول سارتا: عامل شورشی که برای لوثن رائل کار می‌کند و رهبری مأموریت حمله به آلدانی را بر عهده دارد. او پسرعموی مون موثما و در رابطه‌ای عاشقانه با سینتا کاز است.[۳]
- وارادا ستو در نقش سینتا کاز: شورشی در آلدانی که پزشک و درمانگر تیم است و پیش‌تر خانواده‌اش را به دلیل اشغال امپراتوری از دست داده است. او در رابطه‌ای عاشقانه با ول سارتا است.
- الیزابت دولاو در نقش کلِیا مارکی: دستیار لوثن در فروشگاه عتیقه‌جات که نقش مهمی در حلقه شورشی او دارد و ارتباطات مخفیانه را مدیریت می‌کند.[۳]
- بن مندلسون در نقش اورسون کرنیک (فصل دوم): مدیر تحقیقات تسلیحاتی پیشرفته ارتش امپراتوری. مندلسون این نقش را از ''روگ وان'' بازآفرینی کرده است.[۸]
- بنجامین برات در نقش بیل ارگانا (فصل دوم): سناتور امپراتوری از سیاره آلدران و پدرخوانده لیا ارگانا. برات جایگزین جیمی اسمیتس شده که به دلیل تداخل برنامه‌ای این نقش را در رسانه‌های قبلی ''جنگ ستارگان'' ایفا کرده بود.[۹]
- آلن تودیک در نقش صدا و حرکات «کی-۲اس‌او» (فصل دوم): دروید اجرایی سابق امپراتوری که برای خدمت به شورشیان بازبرنامه‌ریزی شده است. تودیک این نقش را از ''روگ وان'' بازآفرینی کرده است.[۱۰]

#### بازیگران مکمل تکرارشونده
- جوپلین سیبتین در نقش براسو: همکار و دوست کاسیان.[۳]
- جیمز مک‌آردل در نقش تیم کارلو (فصل اول): همکار و دوست‌پسر بیکس.[۳]
- روپرت وانسیتارت در نقش رئیس هاین (فصل اول): مافوق سیریل در سازمان پره‌مور.
- الکس فرنز در نقش گروهبان لینوس موسک (فصل اول): افسر پره‌مور.[۳]
- گری بیدل در نقش کلِم اندور (فصل اول): شریک ماروا و پدرخوانده کاسیان. کاسیان از نام او به عنوان نام مستعار استفاده می‌کند.[3]
- کاترین هانتر در نقش ایدی کارن: مادر سیریل.[۳]
- آلستایر مکنزی در نقش پرین فرتا: همسر مون موثما که از فعالیت‌های ضدامپراتوری او بی‌خبر است.
- آنتون لسر در نقش سرگرد پارتاگاز: افسر ارشد در اداره امنیت امپراتوری.[۱۱]
- الکس لاوتر در نقش کاریس نِمیک (فصل اول): شورشی آرمان‌گرا در آلدانی که مانیفست ضدامپراتوری نوشته است.
- سوله ریمی در نقش ستوان گورن (فصل اول): افسر امپراتوری در آلدانی که مخفیانه یکی از شورشیان ول است.
- ابون ماس-باکراک در نقش آرول اسکین (فصل اول): شورشی مرموز در آلدانی.[۱۲]
- گرشوین یوستاش جونیور در نقش تارامین بارکونا (فصل اول): شورشی در آلدانی که پیش‌تر استورم‌تروپر بوده است.
- استنلی تاون‌سند در نقش فرمانده جیهولد بیهاز (فصل اول): مافوق امپراتوری گورن در آلدانی.
- بن مایلز در نقش تای کولما: بانکدار و دوست دوران کودکی مون موثما که از او درخواست کمک می‌کند.
- اندی سرکیس در نقش کینو لوی (فصل اول): زندانی و مدیر طبقه در تأسیسات کارخانه امپراتوری در ماه نارکنا ۵. سرکیس پیش‌تر نقش رهبر عالی اسنوک را در سه‌گانه دنباله ایفا کرده بود.
- دانکن پو در نقش روسکات ملشی: کارگر و زندانی در تأسیسات کارخانه امپراتوری در نارکنا ۵ که بعداً همراه اندور به اتحاد شورشیان می‌پیوندد. پو این نقش را از ''روگ وان'' بازآفرینی کرده است.[۱۳]
- فارست ویتاکر در نقش ساو گررا: کهنه‌سرباز جنگ‌های کلون و رهبر گروه شبه‌نظامی پارتیزان‌ها. ویتاکر این نقش را از رسانه‌های قبلی ''جنگ ستارگان''، از جمله ''روگ وان''، بازآفرینی کرده است.[۱۴]
- ریچارد دیلین در نقش داوو اسکالدون: تاجری مشکوک که مون موثما او را «اراذل» توصیف می‌کند.
- مهند بهایر در نقش ویلمون پاک (فصل دوم؛ مهمان فصل اول): جوانی از ساکنان فریکس که همراه پدرش سلمان در حیاط بازیافت رپاک کار می‌کرد و پس از مرگ سلمان به دست امپراتوری، به شورش نوپا می‌پیوندد.[۳]
- سام گیلروی در نقش گردیس (فصل دوم): عضوی از گروه شورشی بریگاده مایا پی.
- بنجامین نوریس در نقش باردی (فصل دوم): عضوی از گروه شورشی بریگاده مایا پی.
- رابرت امز در نقش لونی جانگ (فصل دوم؛ مهمان فصل اول): سرپرست اداره امنیت امپراتوری که مخفیانه خبرچین شورشیان است و به لوثن گزارش می‌دهد.[۱۵]
- جاکوب جیمز بزویک در نقش هیرت (فصل دوم؛ مهمان فصل اول): دستیار سرپرست ددرا میرو در اداره امنیت امپراتوری. او بعداً به سرپرست اداره امنیت ارتقا یافت و توسط سرگرد پارتاگاز مأمور ادامه تحقیقات درباره «محور» شد.
- ریچارد سامل در نقش کارو ریلانز (فصل دوم): مقام منتخب گورمن و رهبر گروه شورشی نوظهور جبهه گورمن.
- تیری گودار در نقش لزین (فصل دوم): مردی انسانی و منتقد صریح اشغال سیاره گورمن توسط امپراتوری کهکشانی.
- آلیستر پتری در نقش ژنرال دویتس دراون (فصل دوم): رهبر شورشیان در یاوین ۴. پتری این نقش را از ''روگ وان'' بازآفرینی کرده است.
- جانجو اونیل در نقش کایدو (فصل دوم): افسر ارتش امپراتوری و متخصص بحران که برای نظارت بر اجرای تاکتیکی پروژه گورمن به این سیاره اعزام شده و با تحریک جمعیت محلی، زمینه پاسخ امپراتوری را فراهم می‌کند.

#### سایر بازیگران و شخصیت‌ها
دیو چپمن صداپیشگی دروید ماروا اندور و دریود «بی‌۲ ایمو»، را بر عهده دارد و متیو دنتون و لی تاورزی در اجرای آن به او کمک کرده‌اند. برونته کارمایکل در نقش لیدا، دختر مون موثما، ظاهر می‌شود. آیدن کوک در نقش تو تیوبز، سرباز وفادار گروه پارتیزان‌های ساو گررا، ایفای نقش می‌کند. پیررو نیل-می در نقش ارسکین سماج، دستیار سناتور مون موثما در سنا و امور شورشی او، حضور دارد. رزیلیند هالستد و فینلی گلاسگو به ترتیب در نقش‌های رونای، همسر داوو اسکالدون، و استکان، پسر او، ظاهر می‌شوند. رافائل راجر لوی در نقش داسی اوران، سناتوری که نماینده سیاره گورمن در سنا است، ایفای نقش می‌کند.
بن بیلی اسمیت، مایکل جن و لوسی راسل به ترتیب در نقش بلوین، لاگرت و گراندی، سرپرستان اداره امنیت امپراتوری، ظاهر می‌شوند. دیگر شخصیت‌های امپراتوری شامل لی راس در نقش اکسمار کلوریس، راننده مون موثما و جاسوس اداره امنیت؛ ویلف اسکولدینگ در نقش وانیس تیگو، کاپیتان پادگان امپراتوری در فریکس؛ نیک ماس در نقش کی‌ساکس، معاون تیگو؛ نوف اوزلام در نقش کورو، جاسوس امپراتوری در فریکس؛ جاشوا جیمز در نقش دکتر گورست، دانشمند اداره امنیت متخصص در شکنجه؛ و کورت اگیاوان در نقش گریمیش، دستیار ددرا در گورمن، هستند.
ساکنان دیگر فریکس شامل ابهین گالیا در نقش سلمان پاک، صاحب مغازه بازیافت که حیاط رپاک را اداره می‌کند؛ کیران اوبراین در نقش پگلا، نگهبان حیاط سفینه‌های زوربی وسترن شیپ‌لوت؛ ریموند آنوم در نقش نورچی، دلال اجناس بنجل؛ زوبین وارلا در نقش زانوآن، رئیس تجارت حمل‌ونقل؛ نیل بل در نقش «تایم گراپلر» که با کوبیدن به سندان در برج ناقوس زمان را اعلام می‌کند؛ و پاملا نوموته در نقش جززی، عضو گروه دختران فریکس، هستند.
کریستوفر فیربنک، کلمنس شیک، برایان بوول، تام رید، یوسف دیویس، راساق کوکویی و منسا بدیاکو به ترتیب در نقش‌های اولاف، هام، جمبوک، تاگا، زاول، بیرنوک و زینسکا، زندانیان تأسیسات نارکنا ۵، ظاهر می‌شوند. آلایس لاوسون در نقش انزا ریلانز، عضو گروه شورشی جبهه گورمن به رهبری پدرش، ایفای نقش می‌کند. تئو کستا-مارینی، آبراهام واپلر، الا پلگرینی، کارولین وانی‌یه، اِوِنس عابد، الکس اسکاربک و استفان کرپون به ترتیب در نقش‌های دیلان، سام، درینا، لیزا، تازی، کاپسو و تلا، دیگر شورشیان جبهه گورمن، ظاهر می‌شوند.

#### بازیگران مهمان
بل سوارک در نقش کری، خواهر کاسیان، ظاهر می‌شود. لی بوردمن و استفن وایت در نقش کراواس و ورلو، مأموران پره‌مور که توسط کاسیان کشته می‌شوند، ایفای نقش می‌کنند. دیوید هیمن در نقش رئیس بومیان آلدانی حضور دارد. نیک بلاد در نقش کیمزی، سرجوخه‌ای در آلدانی، ظاهر می‌شود. مالکوم سینکلر در نقش سرهنگ وولف یولارن، شخصیتی از رسانه‌های مختلف «جنگ ستارگان»، ایفای نقش می‌کند که پیش‌تر در «امید نو» توسط رابرت کلارک و در «جنگ‌های کلون» و «شورشیان جنگ ستارگان» توسط تام کین صداپیشگی شده بود. آدریان رالینز در نقش راسیو، پزشک زندان در نارکنا ۵، ظاهر می‌شود. الکس والدمن در نقش ستوان کرول، افسر پایین‌رتبه امپراتوری که بازرسی محصولات کشاورزی را در مینا-رائو انجام می‌دهد، ایفای نقش می‌کند. مارک ریسمن در نقش پلاتی، عضو پارتیزان‌های ساو گررا و جاسوس امپراتوری، ظاهر می‌شود.
سام ویتور صدای بدون اعتبار یک ساحلی‌بان (شورتروپر) را که کاسیان را در نیاموس دستگیر می‌کند، ارائه می‌دهد. برادران کردیایی دوی و فریدی پامولار توسط مت لاینز و لیام کوک اجرا و توسط مایک کوین و دامیان فارل صداپیشگی شده‌اند. روایت ویدیوی «خوش‌آمد به گورمن» توسط والی وینگرت ارائه شده است. موجود بیگانه استرانگ که در مهمانی داوو اسکالدون حضور داشت، توسط آیدن کوک اجرا و توسط کلر روی هاروی صداپیشگی شده است. سناتور دن گین و سناتور نیکو توسط کیتلین نیکولاس اجرا و توسط کالین پوروز صداپیشگی شده‌اند.

## تعداد فصل و قسمت‌ها
| فصل | قسمت‌ها | قسمت‌ها | تاریخ اصلی روی آنتن رفتن | تاریخ اصلی روی آنتن رفتن |
| فصل | قسمت‌ها | قسمت‌ها | اولین بار                | آخرین بار                |
| --- | ------ | ------ | ------------------------ | ------------------------ |
| ۱   | ۱۲     | ۱۲     | ۲۱ سپتامبر ۲۰۲۲          | ۲۳ نوامبر ۲۰۲۲           |
| ۲   | ۱۲     | ۱۲     | ۲۲ آوریل ۲۰۲۵            | ۱۳ مه ۲۰۲۵               |

### فصل ۱ (۲۰۲۲)
| شم. کلی | شم. در فصل | عنوان               | کارگردان      | نویسنده     | تاریخ انتشار اصلی |
| --- | ---------- | ------------------- | ------------- | ----------- | ----------------- |
| ۱ | ۱          | «کاسا»              | توبی هاینز    | تونی گیلروی | ۲۱ سپتامبر ۲۰۲۲   |
| پنج سال پیش از نبرد یاوین، کاسیان اندور در جستجوی خواهر گمشده‌اش به سیاره صنعتی مورلانا وان می‌رود. در حین تحقیق، دو افسر امپراتوری او را تحریک می‌کنند. درگیری پیش می‌آید و کاسیان به‌طور تصادفی یکی از افسران را می‌کشد و دیگری را عمداً به قتل می‌رساند. در سیاره فریکس، او سعی می‌کند با متقاعد کردن مادرخوانده‌اش، ماروا، درویدش بی۲ای‌ام‌او، و دوستش براسو، نقش خود را پنهان کند. کاسیان که یک واحد استارپث، فناوری ناوبری ارزشمند امپراتوری، دارد، از دوستش بیکس می‌خواهد او را با یک خریدار بازار سیاه مرتبط کند. بیکس با اکراه موافقت می‌کند و با خریدار تماس می‌گیرد. در این میان، دوست‌پسر بیکس، تیم، به اندور مشکوک است. برای بهبود گزارش به مقامات امپراتوری، بازرس ارشد امنیتی مورلانا وان تصمیم به سرپوش گذاشتن بر قتل‌ها می‌گیرد. اما معاون او، سیریل کارن، که وظیفه‌شناس است، مصمم به حل پرونده است. او سفینه کاسیان را شناسایی کرده، به فریکس ردیابی می‌کند و می‌فهمد که متهم از سیاره کناری است. در فلش‌بکی، کاسیان جوان‌تر، معروف به کاسا، به گروهی در کناری می‌پیوندد که برای یافتن سفینه سقوط‌کرده حرکت می‌کنند. کاسا تلاش‌های خواهر کوچک‌ترش برای پیوستن به جستجو را رد کرده و او را در اردوگاه قبیله‌ای تنها می‌گذارد. |            |                     |               |             |                   |
| ۲ | ۲          | «کار خودمه»         | توبی هاینز    | تونی گیلروی | ۲۱ سپتامبر ۲۰۲۲   |
| تیم، که هنوز به رابطه بیکس و کاسیان مشکوک است، کاسیان را به امنیت پیش‌مور گزارش می‌دهد، که حکمی برای دستگیری او صادر کرده بود. سیریل با ستوان لینوس موسک، افسر پیش‌مور وظیفه‌شناس دیگر، شریک می‌شود تا کاسیان را دستگیر کند. بی۲ای‌ام‌او به کاسیان و ماروا دربارهٔ حکم اطلاع می‌دهد. کاسیان آماده فرار از سیاره می‌شود. در این میان، لوثن رائل خریدار بیکس برای به دست آوردن واحد استارپث به فریکس سفر می‌کند. در فلش‌بکی، کاسا و هم‌قبیله‌هایش سفینه سقوط‌کرده را نزدیک یک عملیات استخراج صنعتی متروکه پیدا کرده و بررسی می‌کنند. وقتی یکی از قبیله توسط خدمه سفینه کشته می‌شود، قبیله مهاجم را می‌کشد و سریع محل را ترک می‌کند. کاسا برای کاوش در سفینه می‌ماند. |            |                     |               |             |                   |
| ۳ | ۳          | «حسابرسی»           | توبی هاینز    | تونی گیلروی | ۲۱ سپتامبر ۲۰۲۲   |
| لوثن به فریکس می‌رسد و با کاسیان در یک کارخانه متروکه ملاقات می‌کند. سیریل و موسک هم با دوازده افسر امنیتی ظاهر می‌شوند. آن‌ها با ماروا روبه‌رو می‌شوند، که از همکاری امتناع می‌کند. سیریل با رهگیری پیامی از کاسیان به بی۲ای‌ام‌او، موقعیت کاسیان را مشخص می‌کند. کاسیان می‌خواهد واحد استارپث را بفروشد و فریکس را ترک کند. اما لوثن سعی می‌کند او را به پیوستن به شبکه شورشی متقاعد کند، با استناد به موفقیت‌های مکرر کاسیان در سرقت و خرابکاری سفینه‌های امپراتوری. وقتی افسران سیریل به کارخانه حمله می‌کنند، این دو مرد به آشیانه اسپیدر فرار کرده و سیریل را مهار می‌کنند. بیکس پس از اطلاع از خیانت تیم، برای کمک به کاسیان می‌شتابد، اما توسط افسران متوقف می‌شود. تیم هنگام تلاش برای مداخله کشته می‌شود. کپسول حامل افسران امنیتی توسط براسو خراب شده و نابود می‌شود. لوثن و کاسیان از سیاره فرار می‌کنند، در حالی که سیریل و موسک درخواست تخلیه می‌کنند. در فلش‌بکی، ماروا و همسرش، کلِم، سفینه سقوط‌کرده را در کناری غارت کرده و کاسا را پیدا می‌کنند. ماروا تصمیم می‌گیرد او را با خود ببرد، از ترس سرنوشتش اگر توسط جمهوری کهکشان کشف شود. |            |                     |               |             |                   |
| ۴ | ۴          | «آلدهانی»           | سوزانا وایت   | دن گیلروی   | ۲۸ سپتامبر ۲۰۲۲   |
| لوثن کاسیان را به سیاره آلدهانی می‌برد و از او می‌خواهد به مأموریت سرقت آنجا بپیوندد. کاسیان با اکراه موافقت می‌کند. لوثن از او می‌خواهد بین شورشیان از نام مستعار استفاده کند، و کاسیان «کلِم» را انتخاب می‌کند. وَل، رهبر گروه شورشی، او را به بقیه گروه معرفی می‌کند اما نقش لوثن را مخفی نگه می‌دارد. آن‌ها برای کاسیان توضیح می‌دهند که قصد دارند حقوق یک بخش امپراتوری را از یک مرکز تدارکاتی کلیدی امپراتوری بدزدند، با استفاده از پدیده طبیعی نادری در آسمان آلدهانی برای فرار، چون وسیله فرارشان کند است. در این میان، در کروسکانت، لوثن، که خود را به‌عنوان فروشنده عتیقه جا زده، با سناتور مون موثما ملاقات می‌کند و آن‌ها دربارهٔ چالش‌های مخفی نگه داشتن مخالفتشان با امپراتوری بحث می‌کنند. سیریل پس از سرزنش و اخراج، نزد مادرش می‌رود. ستوان دفتر امنیت امپراتوری (آی‌اس‌بی)، ددرا میرو، به دنبال دسترسی و اقتدار بر حادثه فریکس است، اما با مخالفت یک همکار و افسر ارشد مواجه می‌شود. |            |                     |               |             |                   |
| ۵ | ۵          | «تبر فراموش می‌کند»  | سوزانا وایت   | دن گیلروی   | ۵ اکتبر ۲۰۲۲      |
| در آلدهانی، «کلِم» گذشته‌اش را از هم‌گروه‌های شورشی پنهان می‌کند و از اکثر آن‌ها، به‌ویژه اسکین، با بی‌اعتمادی روبه‌رو می‌شود. تارامین کاسیان و دیگر شورشیان را برای سرقت برنامه‌ریزی‌شده آموزش می‌دهد. در راه پادگان امپراتوری آلدهانی، کاسیان فاش می‌کند که مزدور است. وَل تصمیم می‌گیرد مأموریت را ادامه دهد و موضوع گذشته «کلِم» را تا تحقق اهدافشان به تعویق بیندازد. افسر امپراتوری و مأمور دوجانبه، ستوان گورن، مخفیانه به شورشیان کمک می‌کند. در کروسکانت، سیریل با مادرش دربارهٔ فرصت‌های شغلی جدید صحبت می‌کند. مون موثما بنیاد خیریه جدیدی تأسیس می‌کند، در حالی که روابط پرتنشی با همسر و دخترش مدیریت می‌کند. سرپرست آی‌اس‌بی، بلِوین، هتلی را به‌عنوان مقر جدید آی‌اس‌بی در فریکس تصرف می‌کند. در این میان، رقیب او، ددرا، و دستیارش هِرت به این نتیجه می‌رسند که شورشیان مجموعه‌ای از سرقت‌های هماهنگ تسلیحات و فناوری امپراتوری را انجام می‌دهند. لوثن با اضطراب منتظر پیامی از وَل و تیم شورشی‌اش است. |            |                     |               |             |                   |
| ۶ | ۶          | «چشم»               | سوزانا وایت   | دن گیلروی   | ۱۲ اکتبر ۲۰۲۲     |
| با کمک گورن، شورشیان با جعل هویت به‌عنوان اسکورت فرمانده جایهولد بیهاز، رئیس گورن، به پادگان نفوذ می‌کنند. آن‌ها خانواده بیهاز را گروگان گرفته و او را مجبور می‌کنند دسترسی به خزانه حقوق را بدهد. در حین بارگیری اعتبارات به یک باربری، توسط نیروهای امپراتوری کشف می‌شوند. تارامین و گورن در تیراندازی بعدی کشته می‌شوند. سینتا نمی‌تواند به سفینه برسد، بنابراین فقط کاسیان، اسکین، وَل، و نِمیک از آلدهانی فرار می‌کنند. هنگام برخاستن، نِمیک زیر بار اعتبارات بدون محافظ له شده و به شدت مجروح می‌شود. آن‌ها در سیاره فرزنو فرود می‌آیند تا جراحات نِمیک را درمان کنند. در حالی که وَل مشغول مراقبت از نِمیک است، اسکین به کاسیان پیشنهاد می‌دهد فرار کنند و حقوق را بین خودشان تقسیم کنند. کاسیان خشمگین شده و از ترس جانش، اسکین را می‌کشد. او به وَل دربارهٔ اتفاق می‌گوید و اعلام می‌کند قصد دارد مبلغ وعده‌شده را بگیرد و برود. وَل مانیفست نِمیک را طبق وصیت او به کاسیان می‌دهد. در کروسکانت، مأموران آی‌اس‌بی برای تدوین اقدامات تلافی‌جویانه برای سرقت گرد هم می‌آیند، در حالی که لوثن خبر سرقت را شنیده و بی‌صدا جشن می‌گیرد. |            |                     |               |             |                   |
| ۷ | ۷          | «اعلامیه»           | بنجامین کارون | استیون شیف  | ۱۹ اکتبر ۲۰۲۲     |
| در کوروسانت، سیریل کارن کار جدیدی را در اداره استاندارد آغاز می‌کند. سرهنگ وولف یولارن اعلام می‌کند که اداره امنیت امپراتوری (ای‌اس‌بی) اختیارات بیشتری در زمینه نظارت و مجازات به دست آورده است، در حالی که ددرا میرو از سوی بلوین به دلیل دسترسی غیرمجاز به داده‌های امپراتوری و نقض پروتکل مورد چالش قرار می‌گیرد. ددرا با متقاعد کردن مافوق‌های خود به ارزش کارش، نظارت بر فریکس را به دست می‌آورد. کلِیا مارکی، دستیار لوثن رائل، به ول سارتا دستور می‌دهد کاسیان اندور را پیدا کرده و بکشد، زیرا او هویت لوثن را می‌داند. مون موثما با تای کولما، دوست قدیمی و بانکدار، دیدار می‌کند و از او می‌خواهد تا به دسترسی به دارایی‌های خانوادگی‌اش کمک کند. کاسیان به فریکس بازمی‌گردد تا بدهی‌های قدیمی را تسویه کند و متوجه می‌شود که مردم او را مسئول سرکوب امنیتی امپراتوری می‌دانند. حضور استورم‌تروپرها در فریکس به کاسیان یادآوری می‌کند که چگونه پدرخوانده‌اش، کلِم اندور، طی اعتراضی در جاده ریکس توسط سربازان کلون امپراتوری کشته شد. کاسیان تلاش می‌کند ماروا اندور را متقاعد کند که با او فریکس را ترک کند، اما ماروا تصمیم می‌گیرد بماند و با افزایش حضور امپراتوری مقابله کند. کاسیان به بهشت گردشگری گرمسیری نیاموس سفر می‌کند و نام مستعار «کیف گیرگو» را به خود می‌گیرد. مدتی بعد، در حالی که به سمت فروشگاهی محلی می‌رود، به ناحق توسط یک ساحلی‌بان (شورتروپر) دستگیر و به شش سال زندان محکوم می‌شود. |            |                     |               |             |                   |
| ۸ | ۸          | «نارکینا ۵»         | توبی هاینز    | بو ویلیمن   | ۲۶ اکتبر ۲۰۲۲     |
| کاسیان به زندانی جزیره‌ای در نارکنیا ۵ برده می‌شود و متوجه می‌شود که اردوگاه کار اجباری با هزاران زندانی دیگر است. او با مدیر طبقه زندانی، کینو لوی، آشنا شده که قوانین زندان را برایش توضیح می‌دهد. او با هم‌زندانی‌هایش برای سرهم کردن ماشین‌آلات خاص کار می‌کند. وَل و سینتا به فریکس سفر می‌کنند تا او را پیدا کنند. وقتی ماروا بیمار می‌شود، بیکس سعی می‌کند با لوثن دربارهٔ محل کاسیان تماس بگیرد، اما لوثن، نگران نظارت بر ارتباطات، پاسخ نمی‌دهد. سپس او کروسکانت را ترک کرده و با ساو گررا ملاقات می‌کند. لوثن سعی می‌کند گروه شورشی گررا را برای پشتیبانی هوایی در حمله به ایستگاه قدرت امپراتوری در اسپل‌هاوس، سازمان‌دهی‌شده توسط آنتو کریگیر، استخدام کند، اما رد می‌شود. ددرا از سیریل دربارهٔ تجربیاتش در فریکس سؤال می‌کند، اما پیشنهاد کمک او را رد می‌کند. او خودش واحدی را به فریکس هدایت کرده و بیکس را دستگیر می‌کند. |            |                     |               |             |                   |
| ۹ | ۹          | «هیچ‌کس گوش نمی‌دهد!» | توبی هاینز    | بو ویلیمن   | ۲ نوامبر ۲۰۲۲     |
| ددرا میرو و دانشمند امپراتوری، دکتر گورست، بیکس کالین را برای کسب اطلاعات شکنجه می‌کنند و متوجه می‌شوند که کاسیان اندور ممکن است در سرقت آلدانی دست داشته باشد. آن‌ها موفق نمی‌شوند اطلاعاتی دربارهٔ تماس‌گیرنده بیکس، لوثن رائل، به دست آورند. اداره امنیت امپراتوری (ای‌اس‌بی) یک خلبان شورشی از گروه کریگیر را دستگیر می‌کند که فاش می‌کند قرار است یک نیروگاه در اسپلهاوس مورد حمله قرار گیرد. مون موثما با ول سارتا، که مشخص می‌شود پسرعموی اوست، دیدار می‌کند و از او می‌خواهد که کماکان ظاهر یک زن جوان ثروتمند و غیرسیاسی را حفظ کند. مون موثما و تای کولما به کار خود برای جمع‌آوری مخفیانه بودجه برای فعالیت‌های شورشی ادامه می‌دهند. در همین حال، اولاف، یکی از اعضای مسن گروه کاری زندان کاسیان، چند روز پیش از تاریخ آزادی‌اش دچار سکته مغزی شدید می‌شود و توسط پزشک زندان، دکتر راسیو، به روش اتانازی کشته می‌شود. دکتر راسیو شایعه‌ای نگران‌کننده را برای کاسیان و کینو لوی تأیید می‌کند: زندانی‌ای که دوره محکومیتش را به پایان رسانده بود، به جای آزادی به سطح دیگری از زندان منتقل شده و برای سرپوش گذاشتن بر این موضوع، زندان تمام زندانیان آن سطح را کشته است. کاسیان و کینو متوجه می‌شوند که زندان هرگز آن‌ها را آزاد نخواهد کرد، و این موضوع کینو را متقاعد می‌کند تا به طرح فرار کاسیان بپیوندد.                                                                                             |            |                     |               |             |                   |
| ۱۰ | ۱۰         | «تنها راه خروج»     | توبی هاینز    | بو ویلیمن   | ۹ نوامبر ۲۰۲۲     |
| کاسیان با شکستن لوله آب و غرق کردن طبقه کاری، سیستم امنیتی طبقه را غیرفعال کرده و به گروه‌های کاری اجازه می‌دهد نگهبانان اندک را مغلوب کرده و فرار کنند. کینو از سیستم اینترکام زندان استفاده می‌کند تا طبقات دیگر را به فرار تشویق کند و شورش کل زندان را فرا می‌گیرد. با وجود نقشش در فرار، کینو فاش می‌کند که نمی‌تواند شنا کند و عقب می‌ماند. کاسیان با دیگر فراری‌ها شنا کرده و به خشکی می‌رسد. مون موثما با داوو اسکالدان، تاجر مشکوک، ملاقات می‌کند که پیشنهاد کمک به تأمین مالی پروژه‌هایش را می‌دهد، اما مون پس از درخواست داوو برای ترتیب ملاقات بین دخترش و پسرش، که گامی اولیه به سوی ازدواج در فرهنگ چاندریلایی است، امتناع می‌کند. سرپرست آی‌اس‌بی، لونی جانگ، که مخفیانه خبرچین شورشی است، با لوثن ملاقات کرده و او را دربارهٔ فعالیت‌های آی‌اس‌بی به‌روز می‌کند. هر دو مرد تأمل می‌کنند که چگونه در نقش‌هایشان گیر افتاده‌اند. |            |                     |               |             |                   |
| ۱۱ | ۱۱         | «دختر فریکس»        | بنجامین کارون | تونی گیلروی | ۱۶ نوامبر ۲۰۲۲    |
| ماروا می‌میرد و مراسم تشییع جنازه‌ای در فریکس برگزار می‌شود، که ددرا آن را تشویق می‌کند به امید حضور اندور. وَل به کلِیا دربارهٔ مرگ ماروا اطلاع می‌دهد و از طرح اکراه‌آمیز مون موثما برای ازدواج دخترش جهت تأمین مالی از طریق داوو اسکالدان باخبر می‌شود. دختر مون، لیدا، در گردهمایی‌های گروهی متمرکز بر فرهنگ و سنت‌های چاندریلایی شرکت می‌کند، که باعث ناراحتی مون و وَل می‌شود. سیریل هم از لینوس موسک دربارهٔ مراسم تشییع می‌فهمد. ساو گررا در آخرین لحظه تصمیم به کمک به حمله کریگیر به اسپل‌هاوس می‌گیرد، اما لوثن او را منصرف می‌کند و فاش می‌کند که آی‌اس‌بی از حمله قریب‌الوقوع خبر دارد. در بازگشت به کروسکانت، لوثن از گشتی امپراتوری فرار کرده و چند تای فایتر و یک پرتو کششی را نابود می‌کند. با کمک کردیایی‌ها، دِوی و فریدی، کاسیان و هم‌زندانی‌اش روسکات ملشی از نارکنیا ۵ فرار کرده و به نیاموس می‌روند تا وسایل کاسیان را بازیابی کنند. پس از اینکه کاسیان متوجه مرگ ماروا می‌شود، او و ملشی از هم جدا می‌شوند، با نیت افشای عمومی سیستم زندان ناعادلانه امپراتوری. |            |                     |               |             |                   |
| ۱۲ | ۱۲         | «جاده ریکس»         | بنجامین کارون | تونی گیلروی | ۲۳ نوامبر ۲۰۲۲    |
| کاسیان برای تشییع ماروا به فریکس برمی‌گردد و از زندانی بودن بیکس باخبر می‌شود. ددرا و پادگان محلی امپراتوری آماده استفاده از مراسم برای دستگیری اندور جهت بازجویی دربارهٔ اکسیس می‌شوند. لوثن با کمک وَل و سینتا، با استفاده از کمین امپراتوری به‌عنوان پوشش، قصد کشتن کاسیان را دارد (تا از افشای احتمالی اسرار جلوگیری کند). آی‌اس‌بی موفق به توقف حمله کریگیر می‌شود اما هیچ اسیری نمی‌گیرد، که ددرا را خشمگین می‌کند. لیدا، دختر ۱۳ساله موثما، به پسر ۱۴ساله داوو اسکالدان معرفی می‌شود. در مراسم تشییع، بی۲ای‌ام‌او ویدیویی از ماروا نمایش می‌دهد که مردم را به مبارزه با امپراتوری ترغیب کرده و شورشی ایجاد می‌کند. در آشوب، کاسیان بیکس را نجات می‌دهد، در حالی که سیریل ددرا را از حمله نجات می‌دهد. کاسیان در کشتی‌سازی با بی۲ای‌ام‌او، براسو و چند نفر دیگر ملاقات کرده و آن‌ها را متقاعد می‌کند بیکس را به جای امنی دور از فریکس ببرند. لوثن، تحت تأثیر شورش در فریکس، به سفینه‌اش برمی‌گردد، جایی که کاسیان منتظر است. کاسیان، که از نیت لوثن در فریکس خبر دارد، پیشنهادی می‌دهد: لوثن یا او را بکشد یا بپذیرد، که لوثن لبخند می‌زند. در صحنه پس از تیتراژ، درویدها ماشین‌آلاتی که زندانیان نارکنیا ۵ ساخته‌اند را در ظرف شلیک ستاره مرگ سرهم می‌کنند. |            |                     |               |             |                   |

### فصل ۲ (۲۰۲۵)
| شماره کلی | شماره در فصل | عنوان                  | کارگردان            | نویسنده     | تاریخ پخش     |
| --- | ------------ | ---------------------- | ------------------- | ----------- | ------------- |
| ۱۳ | ۱            | یک سال بعد             | آریل کلایمن         | تونی گیلروی | ۲۲ آوریل ۲۰۲۵ |
| یک سال پس از قیام فریکس، کاسیان اندور با جعل هویت یک خلبان آزمایشی امپراتوری، تلاش می‌کند نمونه اولیه یک کشتی جدید امپراتوری به نام تی‌آی‌اِی اَونجر را بدزدد. هنگامی که او برای تحویل این کشتی به یک سیاره جنگلی می‌رسد، توسط گروهی سرکش از چریک‌های در حال نزاع، به نام تیپ مایا پی، کمین می‌شود. در سیاره کشاورزی مینا-رائو، بیکس کالین، براسو، ویلمون و بی۲ایمو، که به‌صورت غیرقانونی برای یک کشاورز محلی کار می‌کنند، از شناسایی توسط امپراتوری هراس دارند؛ بیکس از اختلال استرس پس از سانحه (پی‌تی‌اس‌دی) ناشی از شکنجه‌های دکتر گورست رنج می‌برد. در چندریلا، مون موثما برای ازدواج ترتیب‌داده‌شده دخترش آماده می‌شود، اما تای کولما به او اطلاع می‌دهد که سرمایه‌گذاری‌های مالی‌اش به دلیل معاملات آن‌ها با شکست مواجه شده و تلویحاً تهدید می‌کند که ممکن است او را به امپراتوری لو دهد. ول سارتا از لوثن رائل درباره محل اختفای سینتا کاز پرس‌وجو می‌کند، اما لوثن ادعا می‌کند که اطلاعی ندارد. اورسون کرنیک بر جلسه‌ای محرمانه از افسران امپراتوری نظارت می‌کند که درباره استخراج اجباری منابع سیاره گورمن به دلیل وجود غلظت بالای یک ماده معدنی کمیاب بحث می‌کنند؛ وظیفه‌ای که ددرا میرو با اکراه به آن گمارده می‌شود. درگیری میان شورشیان تیپ مایا پی به نقطه اوج می‌رسد و چندین عضو در جریان تیراندازی کشته می‌شوند، در حالی که کاسیان به عنوان گروگان گرفته می‌شود.                        |              |                        |                     |             |               |
| ۱۴ | ۲            | ساگرونا تیما           | آریل کلایمن         | تونی گیلروی | ۲۲ آوریل ۲۰۲۵ |
| در سیاره جنگلی، کاسیان زندانی است، در حالی که درگیری بین تیپ مایا پی اصولاً تشدید شده و گروه به دو جناح در بن‌بست تقسیم می‌شود. در مینا-رائو، افسران امپراتوری برای بررسی مدارک همه کارگران می‌آیند، و بیکس، براسو و ویلمون ترتیب انتقال به بخش دیگری از سیاره را می‌دهند تا از شناسایی جلوگیری کنند. در کروسکانت، ددرا و سیریل، که حالا به‌عنوان یک زوج با هم زندگی می‌کنند، برای یک رویداد اجتماعی که مدام به تعویق انداخته بودند، آماده می‌شوند. با پایان آماده‌سازی‌های عروسی لیدا، مون موثما با لوثن درباره احتمال خیانت تای صحبت می‌کند، که پیشنهاد می‌دهد قیمت سکوت کولما را مشخص کنند. کاسیان وقتی نگهبانانش با چالشی سرزمینی حواسشان پرت می‌شود، فرار می‌کند و با تای اَوِنْجِر دزدیده‌شده از سیاره (که معلوم می‌شود یاوین ای‌وی) می‌گریزد. |              |                        |                     |             |               |
| ۱۵ | ۳            | برداشت                 | آریل کلایمن         | تونی گیلروی | ۲۲ آوریل ۲۰۲۵ |
| کاسیان با کلِیا مارکی تماس می‌گیرد و از خطر دوستانش در مینا-رائو مطلع می‌شود. ددرا و سیریل میزبان مادر سیریل، ایدی، برای شام هستند، که ایدی مدام سیریل را تحقیر می‌کند، و ددرا را وادار می‌کند با او مرزهایی قاطع بگذارد. در چاندریلا، لیدا طبق ترتیب با استکان اسکالدان ازدواج می‌کند و مراسم با پذیرایی دنبال می‌شود. در حالی که تبعیدی‌های فریکس آماده ترک مینا-رائو هستند، ستوان امپراتوری کرول قصد تجاوز به بیکس را دارد، اما بیکس پس از درگیری خشونت‌آمیز او را می‌کشد. با تشدید درگیری، براسو توسط یک سرباز طوفانی کشته می‌شود، اما کاسیان با تای اَوِنْجِر می‌رسد و نیروهای امپراتوری را نابود می‌کند. کاسیان، بیکس و ویلمون با تای اَوِنْجِر فرار می‌کنند. لوثن، که نتوانسته قیمتی برای سکوت تای تعیین کند، به مون موثما اطلاع می‌دهد که تصمیم به کشتن او گرفته است. مون موثما با ناراحتی می‌نوشد و می‌رقصد، در حالی که وَل شاهد برده شدن تای توسط سینتا است. |              |                        |                     |             |               |
| ۱۶ | ۴            | تا حالا به گورمن رفتی؟ | آریل کلایمن         | بو ویلیمون  | ۲۹ آوریل ۲۰۲۵ |
| یک سال پس از حادثه مینا-رائو، کاسیان و بیکس برای لوثن فعال شده‌اند و در کروسکانت مخفی شده‌اند، اگرچه بیکس هنوز از کابوس‌های گورست رنج می‌برد. در گورمن، امپراتوری شروع به ساخت زرادخانه می‌کند. سیریل، با حمایت ددرا و پارتاگاز، در پالمو، پایتخت گورمن، جایگاهی می‌گیرد و وانمود می‌کند با شورشیان محلی همدردی دارد تا به نظر بیاید جذب شده است. لوثن از جانگ می‌فهمد که ددرا مخفیانه در سیاره کار می‌کند و کاسیان را برای ارزیابی شورشیان می‌فرستد. ویلمون مأمور آموزش پلوتی، معاون ساو گررا، برای پیکربندی دستگاهی است که ریدونیوم، سوخت سفینه‌های امپراتوری، را استخراج می‌کند و آن‌ها قصد سرقتش را دارند. مون موثما در جلب حمایت برای رد تمدید لایحه‌ای که به آی‌اس‌بی اختیارات گسترده می‌دهد، ناکام می‌ماند. |              |                        |                     |             |               |
| ۱۷ | ۵            | دوستانم همه‌جا هستند    | آریل کلایمن         | بو ویلیمون  | ۲۹ آوریل ۲۰۲۵ |
| کلِیا می‌فهمد که اسکالدان قصد جستجوی گالری‌اش را دارد، چون یکی از آثارش جعلی است، که ممکن است میکروفونی که او در اتاق کار گذاشته را لو بدهد، و او را مجبور می‌کند در مهمانی انتصاب اسکالدان آن را بردارد. کاسیان با شورشیان گورمن ارتباط برقرار می‌کند و می‌فهمد آن‌ها قصد رهگیری محموله تسلیحاتی دارند، اما او آن‌ها را بیش از حد بی‌تجربه می‌داند و طرح را رد می‌کند، که باعث ناامیدی آن‌ها می‌شود. سیریل به کروسکانت گزارش می‌دهد و پارتاگاز و ددرا موافقت می‌کنند که سرقت انجام شود تا شورشیان را تقویت و کنترل کنند. ساو پس از فهمیدن خیانت پلوتی، او را می‌کشد و ویلمون را برای کار با استخراج‌کننده در سرقت مأمور می‌کند. |              |                        |                     |             |               |
| ۱۸ | ۶            | چه شب جشن‌انگیزی        | آریل کلایمن         | بو ویلیمون  | ۲۹ آوریل ۲۰۲۵ |
| کاسیان اصرار دارد که شورشیان گورمن آماده نیستند و وقتی می‌فهمد لوثن پشت سرش سعی کرده بیکس را به عملیات برگرداند، با او بحث می‌کند. لوثن او را به‌خاطر دیدگاه کوتاه‌مدتش سرزنش می‌کند و به‌جای او وَل و سینتا را برای کمک به سرقت می‌فرستد. وَل و سینتا کاملاً آشتی کرده و رابطه عاشقانه‌شان را از سر می‌گیرند. سرقت موفق است، اما یکی از مبارزان از دستورات وَل سرپیچی کرده و اسلحه می‌آورد، و وقتی عابری مداخله می‌کند، به‌طور تصادفی سینتا را می‌کشد، که وَل را ویران می‌کند. در مهمانی انتصاب اسکالدان، کرنیک و مون موثما درباره اخلاقیات جنگ بحث می‌کنند، در حالی که کلِیا با استفاده از جانگ به‌عنوان حواس‌پرتی، میکروفون را برمی‌دارد. بیکس به دفتر جدید گورست نفوذ کرده و از دستگاه شکنجه خودش علیه او استفاده می‌کند، سپس با کاسیان می‌گریزد، که از راه دور تأسیسات را منفجر می‌کند. |              |                        |                     |             |               |
| ۱۹ | ۷            | پیام‌رسان               | یانوس متز           | دن گیلروی   | ۶ مه ۲۰۲۵     |
| یک سال بعد، شورشیان عملیات نظامی را در یاوین ای‌وی هماهنگ کرده‌اند، جایی که کاسیان و بیکس حالا زندگی می‌کنند. ویلمون به آن‌ها می‌گوید که ددرا در گورمن است که فعالیت‌های شورشی‌اش توسط رسانه‌های تحت حمایت امپراتوری به‌عنوان کمپین‌های تروریستی تحریک‌شده از خارج معرفی شده‌اند و کاسیان را تشویق می‌کند برای ترور او کمک کند. کاسیان با وجود نگرانی از اینکه مأموریت از طرف لوثنه، موافقت می‌کند و با ویلمون به گورمن می‌رود. یک شفا‌دهنده نیرو به بیکس می‌گوید که کاسیان برای شورش حیاتی خواهد بود. در گورمن، ددرا می‌بیند که موقعیتش موقتاً توسط کاپیتان کایدو، که پارتاگاز برای نظارت بر سرکوب امپراتوری سیاره فرستاده، جایگزین شده، در حالی که سیریل به توضیح ددرا درباره تحریک‌کنندگان خارجی شک می‌کند، با توجه به تعاملاتش با شورشیان. |              |                        |                     |             |               |
| ۲۰ | ۸            | تو کی هستی؟            | یانوس متز           | دن گیلروی   | ۶ مه ۲۰۲۵     |
| کایدو تظاهراتی را در میدان مرکزی پالمو تحریک می‌کند، در حالی که خروجی‌های موجود را می‌بندد، و عمداً پلیس ضدشورش بی‌تجربه را در میان جمعیت ناپایدار مستقر می‌کند. سیریل که همراه معترضان به میدان می‌رسد، از نقشی که در توانمندسازی امپراتوری ایفا کرده وحشت‌زده شده و در دفتر ددرا به‌طور خشونت‌آمیز با او روبه‌رو می‌شود، و او را مجبور می‌کند حقیقت نیات امپراتوری در گورمن را بگوید، سپس عصبانی خارج می‌شود. به دستور پارتاگاز، ددرا با اکراه به نیروها دستور شلیک می‌دهد، که درگیری مسلحانه‌ای بین شورشیان و نیروهای امپراتوری را آغاز می‌کند. معترضان سعی می‌کنند فرار کنند و توسط آتش سلاح‌های امپراتوری یا درویدهای امنیتی کی‌ایکس که کایدو آزاد کرده، قتل‌عام می‌شوند. در میان هرج‌ومرج، سیریل مات و مبهوت در میدان سرگردان است؛ کاسیان سعی می‌کند ددرا را از پنجره دفترش با تک‌تیراندازی ترور کند، اما سیریل به او کمین می‌کند. پس از درگیری، سیریل توسط کارو ریلانز، رهبر شورشی گورمن، به‌طور مرگبار تیراندازی می‌شود. مقاومت موفق می‌شود یک دروید مجری کی‌ایکس را با کوبیدن یک خودروی زرهی غیرفعال کند. کاسیان با دروید از گورمن فرار می‌کند، در حالی که ویلمون می‌ماند تا به دوست‌دخترش در گورمن، درینا، برای پخش اخبار به کهکشان کمک کند. در پی این حادثه، ددرا و ایدی جداگانه با خساراتشان روبه‌رو می‌شوند، در حالی که رسانه‌های امپراتوری تقصیر را به تحریک‌کنندگان شورشی خارجی می‌اندازند. |              |                        |                     |             |               |
| ۲۱ | ۹            | به شورش خوش آمدی       | یانوس متز           | دن گیلروی   | ۶ مه ۲۰۲۵     |
| پس از قتل‌عام گورمن، امپراتوری این حادثه را به‌عنوان شورش معرفی می‌کند. مون موثما تصمیم می‌گیرد امپراتور را علناً محکوم کرده و به یاوین ای‌وی فرار کند. سناتور بیل ارگانا انتخاب می‌کند بماند و از فرارش حمایت کند. لوثن از جانگ می‌فهمد که تیم ارگانا در خطر است و کاسیان را برای کمک به فرار او مأمور می‌کند، که با مون موثما بر سر عمق فریبکاری‌اش در شورش و انتخابش برای کشتن تای درگیر می‌شود. با کمک ارگانا، مون موثما در سنا سخنرانی کرده و پالپاتین و دستکاری حقیقت توسط امپراتوری را محکوم می‌کند، و کاسیان موفق می‌شود او را از سنا خارج کند پس از کشتن راننده‌اش کلوریس (جاسوس آی‌اس‌بی) و یک مأمور فاسد در تیم ارگانا. مون موثما در کروسکانت می‌ماند تا علناً خود را با شورشیان یاوین ای‌وی آی‌وی متحد کند، در حالی که کاسیان همراه درینا و ویلمون مجروح به یاوین ای‌وی آی‌وی بازمی‌گردد. کاسیان آشوب‌زده تصمیم می‌گیرد شورش را ترک کرده و با بیکس زندگی جدیدی شروع کند، اما بیکس شبانه می‌رود و پیامی ویدیویی می‌گذارد که به کاسیان می‌گوید باید در شورش بماند تا پیروز شوند و او دوباره او را پیدا خواهد کرد وقتی شورش موفق شود. تکنسین‌های شورشی موفق می‌شوند کی- ۲اس‌او، دروید کی‌ایکس دزدیده‌شده، را برای خدمت به خودشان بازبرنامه‌ریزی کنند. |              |                        |                     |             |               |
| ۲۲ | ۱۰           | این را متوقف کن        | آلونسو رویزپالاسیوس | تام بیسل    | ۱۳ مه ۲۰۲۵    |
| یک سال پس از وقایع غورمان، لونی (لونی) به لوثن (لوثن) هشدار می‌دهد که امپراتوری در حال ساخت ستاره مرگ است و ددرا (ددرا) به احتمال زیاد هویت هر دوی آن‌ها را کشف کرده است. اگرچه لوثن ابتدا به لونی و خانواده‌اش وعده خروج امن از کوروسانت (کوروسانت) می‌دهد، اما برای حفظ سکوت او، لونی را می‌کشد. هنگامی که لوثن سیستم ارتباطی مغازه‌اش را نابود می‌کند، ددرا از راه می‌رسد و با او روبرو می‌شود. لوثن اقدام به خودکشی می‌کند و به شدت مجروح به بیمارستان منتقل می‌شود، در حالی که کلیا (کلیا) از دور نظاره‌گر است. در طول اپیزود، فلاش‌بک‌هایی نشان می‌دهند که لوثن یک افسر امپراتوری بود که پس از قتل‌عام زادگاه کلیا توسط واحدش، از امپراتوری جدا شد. او کلیا را که در کشتی‌اش مخفی شده بود پیدا می‌کند، به طور غیررسمی او را به فرزندی می‌پذیرد و هر دو شروع به فروش عتیقه‌جات می‌کنند، در حالی که همزمان علیه امپراتوری مقاومت می‌کنند. در زمان حال، کلیا مخفیانه وارد بیمارستان می‌شود و سیستم پشتیبانی حیاتی لوثن را خاموش می‌کند. |              |                        |                     |             |               |
| ۲۳ | ۱۱           | چه کسانی دیگر می‌دانند؟ | آلونسو رویزپالاسیوس | تام بیسل    | ۱۳ مه ۲۰۲۵    |
| ددرا (ددرا) دستگیر و توسط کرنیک (کرنیک) بازجویی می‌شود، که او را به دلیل زیاده‌روی و رویارویی تنهایی با لوثن سرزنش می‌کند. تحقیقات به هیرت (هیرت) واگذار می‌شود، که کلیا (کلیا) را شناسایی می‌کند و پارتاگاز (پارتاگاز) او را به عنوان تهدیدی برای سلامت عمومی اعلام می‌کند تا دستگیری‌اش تسهیل شود. در خانه امن، کلیا با ویلمون (ویلمون) تماس می‌گیرد، که به نوبه خود کاسیان (کاسیان)، ملشی (ملشی) و کا-دوسو (کی-۲اس‌او) را برای بازگرداندن لوثن به خدمت می‌گیرد، با وجود اینکه رهبری شورشیان از نافرمانی آن‌ها به ستوه آمده‌اند. ددرا به هیرت اطلاعاتی درباره ارتباطات لوثن ارائه می‌دهد و تیم او کلیا را تا خانه امن ردیابی می‌کند، درست پس از ورود کاسیان و ملشی برای نجات او. کلیا فاش می‌کند که امپراتوری در حال ساخت یک ابراسلحه است، اما ترجیح می‌دهد در خانه امن بماند، زیرا شورشیان در یَوین (یَوین) به شدت به گروه لوثن بی‌اعتمادند. هنگامی که تیم هیرت نزدیک می‌شود، کا-دوسو وارد ساختمان شده و به نیروهای امپراتوری حمله می‌کند. |              |                        |                     |             |               |
| ۲۴ | ۱۲           | جدای، کایبر، ارسو      | آلونسو رویزپالاسیوس | تام بیسل    | ۱۳ مه ۲۰۲۵    |
| کی-۲اس‌او (کا-دوسو) هیرت و تیمش را نابود می‌کند، اما کلیا به شدت زخمی می‌شود. کاسیان، ملشی و کا-دوسو او را به یavin (یَوین) بازمی‌گردانند، جایی که به دلیل نافرمانی‌شان زمین‌گیر می‌شوند. بخش اعظم رهبری شورشیان، از جمله بِیل (بَیل)، به اطلاعات لوثن اعتماد ندارند، اما مون موثما (مون موتما) حاضر است به حرف‌های کلیا گوش دهد. وِل (وِل) با کاسیان گفت‌وگو می‌کند و کاسیان او را نسبت به صداقت لوثن متقاعد می‌سازد؛ سپس آن‌ها به یاد هم‌رزمان کشته‌شده‌شان جام می‌زنند. هنگامی که یک خبرچین شورشی مرتبط با ساو (ساو) با یَوین تماس می‌گیرد و التماس می‌کند با کاسیان صحبت کند، رهبری شورشیان متوجه می‌شود که شواهد بیش از حد قوی است که تله باشد و موافقت می‌کند که کاسیان و کا-دوسو به کافرن (کافرنه) پرواز کنند تا با خبرچین دیدار کنند. کلیا نقش خود را در یَوین همراه با ویلمون (ویلمون)، مون و وِل می‌پذیرد. پارتاگاز (پارتاگاز) پس از آگاهی از دستگیری قریب‌الوقوعش خودکشی می‌کند، در حالی که ددرا (ددرا) در سلولی شبیه به نارکنیا (نارکنیا) اشک می‌ریزد. در نهایت، در مینا-رائو (مینا-رائو)، بیکس (بیکس) در حالی که کودکی را در آغوش دارد، به سوی مزرعه گندمی باز قدم می‌گذارد. |              |                        |                     |             |               |

## تولید
توسعه

در نوامبر ۲۰۱۷، باب ایگر، مدیرعامل دیزنی، اعلام کرد که دیزنی و لوکاس‌فیلم در حال توسعه مجموعه‌های تلویزیونی زنده جنگ ستارگان برای سرویس استریم جدید دیزنی+ هستند. یک سال بعد، یکی از این مجموعه‌ها به عنوان پیش‌درآمدی بر فیلم روگ وان (۲۰۱۶) معرفی شد. این سریال به عنوان یک تریلر جاسوسی با تمرکز بر شخصیت کاسیان اندور توصیف شد و دیه‌گو لونا برای بازآفرینی نقش خود از این فیلم انتخاب شد. انتظار می‌رفت تولید در سال ۲۰۱۹، پس از اتمام فیلم‌برداری فصل دوم سریال نارکوس: مکزیک توسط لونا، آغاز شود. ابتدا جرد بوش این سریال را توسعه داد و فیلمنامه آزمایشی و راهنمای سریالی برای پروژه نوشت.

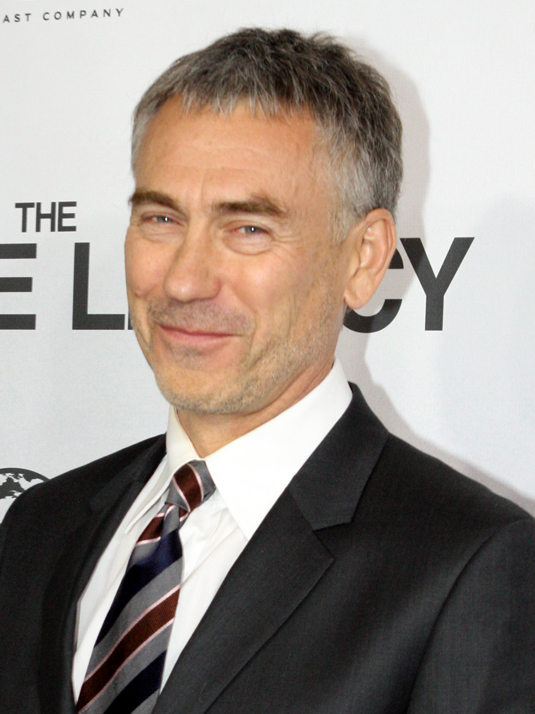
تونی گیلروی پس از همکاری در فیلم جنگ ستارگان: روگ وان به این سریال پیوست و پس از به اشتراک گذاشتن دیدگاه خود با استودیو، مسئولیت توسعه آن را بر عهده گرفت.

تا پایان نوامبر ۲۰۱۸، استفن شیف به عنوان شوررانر و تهیه‌کننده اجرایی سریال فعالیت می‌کرد. تونی گیلروی، که به عنوان یکی از نویسندگان روگ وان شناخته شده و بازنویسی‌های گسترده‌ای برای آن فیلم انجام داده بود، در اوایل سال ۲۰۱۹ به پروژه پیوست و اولین جزئیات داستانی را با لونا بحث کرد. گیلروی نسخه اولیه فیلمنامه را دریافت کرده بود و رابطه اندور با K-2SO را به رابطه بوتچ کسیدی و ساندنس کید تشبیه کرد و آن را «کاملاً محدود و تنگ‌نفس» توصیف نمود. به همین دلیل، او نامه‌ای به کاتلین کندی، رئیس لوکاس‌فیلم، ارسال کرد و دیدگاه خود برای سریال را توضیح داد. سال بعد، کندی با گیلروی تماس گرفت و از او دعوت کرد تا به پروژه بپیوندد. در ژوئیه ۲۰۱۹، ریک فاموییوا برای کارگردانی چند قسمت در مذاکرات اولیه بود، پس از آنکه همین نقش را در سریال مندلورین، اولین سریال زنده جنگ ستارگان، ایفا کرده بود. حضور گیلروی در اکتبر همان سال تأیید شد، زمانی که قرار بود قسمت اول را بنویسد، چندین قسمت را کارگردانی کند و در کنار شیف فعالیت نماید. تا آوریل ۲۰۲۰، گیلروی رسماً جایگزین شیف به عنوان شوررانر شد. تا آن زمان، شش هفته پیش‌تولید در بریتانیا انجام شده بود، اما به دلیل همه‌گیری کووید-۱۹ متوقف شد و تولید سریال به تأخیر افتاد. پیش‌تولید در سپتامبر از سر گرفته شد و برنامه‌ریزی برای آغاز فیلم‌برداری در ماه بعد انجام گرفت. در آن زمان، گیلروی، که در نیویورک مستقر بود، به دلیل همه‌گیری از سفر به بریتانیا خودداری کرد و نتوانست کارگردانی قسمت اول را بر عهده بگیرد. در عوض، توبی هاینز، کارگردان بریتانیایی که در فهرست کارگردانان بالقوه سریال قرار داشت، برای کارگردانی سه قسمت اول استخدام شد. گیلروی همچنان به عنوان تهیه‌کننده اجرایی و شوررانر باقی ماند. کندی در دسامبر ۲۰۲۰ عنوان سریال، اندور، را همراه با تاریخ انتشار آن در سال ۲۰۲۲ اعلام کرد. همچنین مشخص شد که لونا به عنوان تهیه‌کننده اجرایی فعالیت می‌کند و سریال شامل ۱۲ قسمت خواهد بود. در فوریه ۲۰۲۱، بن کارون و سوزانا وایت به عنوان کارگردانان اضافی معرفی شدند. سانه وولنبرگ و میشل رجوان نیز به عنوان تهیه‌کنندگان اجرایی فعالیت کردند.
در فوریه ۲۰۲۲، استلان اسکاشگورد، بازیگر سریال، اعلام کرد که سریال فصل دومی خواهد داشت و فیلم‌برداری آن در اواخر سال ۲۰۲۲ آغاز می‌شود. در آوریل همان سال، آدریانو گولدمن، مدیر فیلم‌برداری، اظهار داشت که ابتدا برنامه‌ریزی شده بود سریال پنج فصل داشته باشد، اما به نظر می‌رسد این برنامه تغییر کرده و حالا انتظار می‌رود سه فصل داشته باشد. در رویداد جشن جنگ ستارگان در ماه بعد، لوکاس‌فیلم فصل دوم ۱۲ قسمتی را تأیید کرد. گیلروی توضیح داد که برنامه اولیه پنج فصلی به دلیل مقیاس عظیم سریال «از نظر فیزیکی غیرممکن» بود و در عوض تصمیم گرفتند با یک فصل دیگر که مستقیماً به رویدادهای روگ وان منتهی می‌شود، سریال را به پایان برسانند.
اسناد ارائه‌شده توسط «E&E Industries (UK)»، شرکت فرعی مسئول تولید اندور، نشان می‌دهد که تا نوامبر ۲۰۲۲، در مجموع ۳۴۴.۶ میلیون دلار هزینه شده است. این شامل هزینه‌های فصل اول (۲۷۰.۸ میلیون پوند/۲۷۱.۶ میلیون دلار تا نوامبر ۲۰۲۱)، هزینه‌های بعدی فصل اول و پیش‌تولید فصل دوم (۶۷.۹ میلیون پوند/۸۰.۲ میلیون دلار، عمدتاً مربوط به پیش‌تولید فصل دوم) می‌شود. با بازپرداخت ۵۴.۶ میلیون پوند/۷۰.۹ میلیون دلار، هزینه‌های خالص تا نوامبر ۲۰۲۲ به حدود ۲۷۳.۷ میلیون دلار کاهش یافت. فصل اول تا ۵ آوریل ۲۰۲۱ از ۳۷۸۲ خدمه استفاده کرد، در حالی که فصل دوم تا ۵ آوریل ۲۰۲۳ تعداد خدمه را به ۱۰۶۷ نفر کاهش داد.
نویسندگی
علاوه بر گیلروی و شیف، نویسندگان سریال شامل بو ویلیمون و دن گیلروی، برادر تونی، هستند. گیلروی از تیم نویسندگان خواست تا احترام شخصی و نوستالژی خود برای جنگ ستارگان را کنار بگذارند، زیرا معتقد بود این نگرش می‌تواند رفتار و کار آن‌ها را تغییر دهد. او می‌خواست سریال برای همه مخاطبان، نه فقط طرفداران جنگ ستارگان، قابل‌فهم باشد و امیدوار بود که طرفداران بتوانند سریال را با دوستان و خانواده‌ای که به دیگر آثار این فرنچایز علاقه ندارند، تماشا کنند. او همچنین می‌خواست سریال در واقعیت ریشه داشته باشد و تقویم را به عنوان اصلی‌ترین «اطلاعات ناوبری جنگ ستارگان» شناسایی کرد. در اولین جلسه اتاق نویسندگان، گیلروی طرح کلی ۱۰۰ صفحه‌ای برای سریال آماده کرده بود، زیرا ساختار سریال را از قبل برنامه‌ریزی کرده بود. ویلیمون، دن گیلروی، سانه وولنبرگ (تهیه‌کننده اجرایی) و لوک هال، طراح تولید، در این جلسه حضور داشتند. گیلروی هال را «همکار خلاق اصلی خود در داستان» توصیف کرد. آن‌ها به مدت پنج روز درباره داستان بحث کردند. لونا از این که پس از ایفای نقش اندور در روگ وان، فرصت کاوش بیشتر این شخصیت را در سریال دارد، ابراز هیجان کرد.
از آنجا که اندور پیش‌درآمدی بر فیلم است، لونا اظهار داشت که «خوب است به داستانی بپردازیم که پایانش را از قبل می‌دانید. حالا می‌توانید ظرافت‌ها و لایه‌ها را پر کنید. فکر می‌کنم انجام کاری که فقط به رسیدن به پایان مربوط نباشد، سرگرم‌کننده است. این درباره به تأخیر انداختن آن است.» لونا توانست عناصری از پیشینه شخصیت را که هنگام فیلم‌برداری روگ وان به آن فکر کرده بود، پیشنهاد دهد، و از اینکه گیلروی این شخصیت را یک پناهنده ساخت، سپاسگزار بود. او توضیح داد: «این سفر یک مهاجر است، که برای من همه چیزهایی است که از آن می‌آیم. آن حس نیاز به جابه‌جایی عمیقاً در این داستان نهفته است.» لونا احساس می‌کرد که کشف ریشه‌های اندور دشوار است و معتقد بود که اندور به دنبال «فرصت‌ها، آزادی و شانس‌هایی است که در زادگاهش پیدا نمی‌کند.» او همچنین احساس می‌کرد که شخصیت اندور برای جامعه اسپانیایی‌تبار و لاتین‌تبار مهم است و می‌خواست «انرژی» روابط مکزیک-ایالات متحده در سفر اندور نشان داده شود. گیلروی می‌خواست پیشینه اندور را گسترش دهد و از دیالوگی که او در روگ وان گفته بود، «من از شش سالگی در این مبارزه بوده‌ام!»، به عنوان نقطه شروع استفاده کرد. در فرآیند توسعه، گیلروی این را «آموزش کاسیان اندور» نامید. او سیاره کناری را به عنوان زادگاه کودکی اندور خلق کرد، جایی که او با کودکان دیگر و بدون نظارت بزرگسالان زندگی می‌کرد. گیلروی آن را به «قبیله‌ای شبیه ارباب مگس‌ها» تشبیه کرد و جدایی اندور از قبیله را به عنوان مقدمه‌ای برای معرفی ماروا و کلِم اندور و فرهنگ فریکس به کار برد، زیرا تیم نویسندگان زمان زیادی را صرف خلق ساختار اجتماعی فریکس کرده بودند. او ماروا را در ابتدا به عنوان کسی توصیف کرد که «تا جایی که ممکن است اندور را دوست دارد»، اما در ابتدای سریال از مسیر زندگی اندور ناامید شده بود. با پیشرفت سریال، گیلروی قصد داشت ارتباط عاطفی بین آن‌ها را توسعه دهد.
فصل اول پنج سال پیش از روگ وان آغاز می‌شود و یک سال از داستان اندور را روایت می‌کند، زمانی که او به یک انقلابی تبدیل می‌شود. چهار سال بعدی در فصل دوم پوشش داده می‌شود که مستقیماً به رویدادهای فیلم منتهی می‌شود. گیلروی دو فصل را به عنوان دو نیمه یک رمان توصیف کرد و گفت که سریال با «موقعیتی بسیار ساده، تقریباً نوآر سینمایی برای یک دزد [اندور] آغاز می‌شود. مردی کثیف در دردسر بزرگی می‌افتد و سعی می‌کند چیزی را که دارد بفروشد تا خودش را نجات دهد.» لونا گفت که سریال درباره ساخت یک انقلاب است و کاوش «انقلابی‌ای که می‌توانیم برای تغییر چیزها، توقف جنگ و تبدیل این جهان به مکانی قابل زندگی شویم» را مهم دانست، که به نظرش به مسائل دنیای واقعی مرتبط است. گیلروی اظهار داشت: «این مرد زندگی‌اش را برای کهکشان داد، درست است؟ او آگاهانه، بدون غرور یا نیاز به شناخته شدن، خود را فدا کرد. چه کسی این کار را می‌کند؟» او می‌خواست این ایده را در فصل اول کاوش کند، با اندوری که «واقعاً مخالف انقلاب، بدبین، گمشده و به‌هم‌ریخته» است. فصل اول تخریب زادگاه اندور در کودکی را نشان می‌دهد و سپس بر سیاره‌ای که او به فرزندی پذیرفته شده، تمرکز دارد که علیه امپراتوری رادیکال می‌شود.
لونا و گیلروی گفتند که سریال همچنین درباره «چگونگی ایستادگی محرومان برای ایجاد تغییر» است. گیلروی به‌طور عمدی سریال را برای ایجاد تفسیر سیاسی ننوشته و تأثیرپذیری از رویدادهای معاصر را رد کرد، اما گفت که این به‌صورت «غریزی» به وجود آمده، زیرا اولویت اصلی او شخصیت‌پردازی و خدمت به داستان بود. تیم نویسندگان از تاریخ به عنوان «کاتالوگ» داستان استفاده کردند و گیلروی توضیح داد که مخاطبان می‌توانند شخصیت‌ها را هر طور که می‌خواهند تفسیر کنند، اما هدف اصلی این بود که تماشاگران با آن‌ها ارتباط برقرار کنند. فیونا شاو، یکی از بازیگران، تفسیر سیاسی گیلروی در فیلمنامه‌ها را «نگاهی جسورانه به دنیای ترامپی» توصیف کرد و افزود: «جهان ما در حال انفجار در جاهای مختلف است، حقوق مردم در حال ناپدید شدن است و اندور این را بازتاب می‌دهد. [در سریال] امپراتوری در حال تسلط است و به نظر می‌رسد همین اتفاق در واقعیت هم رخ می‌دهد.» در همین حال، دنیس گوف اظهار داشت که قوس شخصیتی او در سریال به سیاست جنسیتی می‌پردازد، در حالی که گیلروی توضیح داد که «ما به‌طور بسیار عمیق به سمت امپراتوری داستان می‌رویم.» او شخصیت میرو را با هدف قابل‌ارتباط ساختن برای مخاطبان نوشت، زیرا او با تلاش واقعی در کارش و «مبارزه برای پیشرفت در محیطی مردانه» پیش می‌رود. پس از شروع با داستان اندور در سه قسمت اول، قسمت چهارم دامنه سریال را گسترش می‌دهد تا شامل دیگر بازیگران گسترده، مانند رهبر شورشی مون موثما، شود که مسیرش در فصل دوم با اندور تلاقی می‌کند. گیلروی احساس کرد که طرفداران جنگ ستارگان پس از تماشای سریال، مون موثما را از زاویه‌ای جدید خواهند دید و افزود که شخصیت‌ها و رویدادهای کلیدی در سریال متفاوت یا «جالب‌تر» از آنچه طرفداران قبلاً تصور می‌کردند، خواهند بود: «آنچه به شما گفته شده، آنچه در «Wookieepedia» است... همه‌اش واقعاً اشتباه است.»
تونی گیلروی، دن گیلروی و بو ویلیمون برای نوشتن فصل دوم بازگشتند و تام بیسل به آن‌ها پیوست. سه قسمت پایانی فصل دوم سه روز پیش از آغاز روگ وان را پوشش می‌دهند، و گیلروی گفت: «مثلاً چهار یا پنج روز خواهد بود، سپس یک سال جلو می‌رویم، بعد چهار یا پنج روز دیگر، و سپس یک سال دیگر جلو می‌رویم»، و نما پایانی مستقیماً به روگ وان منتهی می‌شود. در حین توسعه فصل، گیلروی برای مدت کوتاهی به گنجاندن پالپاتین فکر کرد، اما در نهایت احساس کرد که او «بیش از حد سنگین است» برای داستان. به همین ترتیب، او هرگز به گنجاندن دارت ویدر فکر نکرد، زیرا معتقد است نوشتن این شخصیت «واقعاً محدودکننده» است.
طراحی
لوک هال به عنوان طراح تولید سریال فعالیت کرد و آن را «بسیار سینمایی» توصیف کرد. نیل اسکنلان جلوه‌های موجودات و درویدها را ارائه داد، همان‌طور که برای تمام فیلم‌های جنگ ستارگان دیزنی، از جمله روگ وان، انجام داده بود. او گفت که تیمش با سریال همان‌گونه که با فیلم‌ها برخورد می‌کردند، رفتار می‌کردند و به دلیل حضور گیلروی، سریال در همان «بخش تاریخی [جنگ ستارگان]» روگ وان قرار می‌گیرد و «کمی تیزتر» از دیگر پروژه‌های جنگ ستارگان است. اسکنلان افزود که موجودات استفاده‌نشده‌ای که برای فیلم‌ها طراحی شده بودند، می‌توانستند برای سریال بازگردند، در کنار موجودات جدید خلق‌شده. یک مجموعه شهری در فضای باز، که آدریا آرخونا تخمین زد سه تا پنج بلوک شهری طول دارد، به‌صورت عملی برای سریال ساخته شد.
انتخاب بازیگران
دیه‌گو لونا با اعلام سریال در نوامبر ۲۰۱۸ برای بازآفرینی نقش کاسیان اندور از روگ وان تأیید شد. در آوریل ۲۰۱۹، اعلام شد که آلن تودیک نیز نقش K-2SO را از روگ وان بازآفرینی خواهد کرد. یک سال بعد، استلان اسکاشگورد، کایل سولر، جنیویو اوریلی و دنیس گوف به بازیگران پیوستند. اوریلی نقش مون موثما را از روگ وان و دیگر رسانه‌های جنگ ستارگان بازآفرینی کرد. آدریا آرخونا در اوت ۲۰۲۰ به بازیگران پیوست، و حضور فیونا شاو در دسامبر همان سال تأیید شد، زمانی که تودیک در فهرست رسمی بازیگران نبود. یک ماه بعد، تودیک تأیید کرد که به دلیل تغییرات داستانی گیلروی، در فصل اول حضور نخواهد داشت، اما ممکن است در فصل‌های آینده ظاهر شود. رابرت امز در ژوئن ۲۰۲۱ برای نقشی مکمل انتخاب شد، زمانی که اسکارشگورد فاش کرد فارست ویتاکر نقش ساو گررا را از روگ وان بازآفرینی می‌کند. در فوریه ۲۰۲۲، دیوید هیمن پس از دیده شدن توسط طرفداران در حین فیلم‌برداری، تأیید کرد که در سریال نقشی دارد. فصل اول بیش از ۲۰۰ بازیگر نام‌دار و بیش از ۶۰۰۰ سیاهی‌لشکر داشت.
لونا، اسکارشگورد، اوریلی، سولر، آرخونا، گوف، فی مارسای، وارادا ستو، الیزابت دولاو، جیمز مک‌آردل و مهند بهایر نقش‌های خود را در فصل دوم بازآفرینی کردند. در مارس ۲۰۲۳، تصاویر صحنه تأیید کرد که بنجامین برات برای نقش نامعلومی به فصل دوم پیوسته بود، که بعداً مشخص شد بیل ارگانا است و جایگزین جیمی اسمیتس شد. در ژوئن ۲۰۲۴، تأیید شد که بن مندلسون نقش اورسون کرنیک را از روگ وان در فصل دوم بازآفرینی می‌کند. تودیک در فصل دوم حضور دارد.
فیلم‌برداری
فیلم‌برداری در اواخر نوامبر ۲۰۲۰ در لندن، انگلستان، آغاز شد، و تولید در استودیوهای پاین‌وود مستقر بود. سریال با عنوان کاری پیگریم فیلم‌برداری شد و اولین سریال زنده جنگ ستارگان بود که از فناوری پس‌زمینه دیجیتال «استیج کرافت» استفاده نکرد. این تصمیم به این دلیل بود که فیلمنامه‌ها برای فیلم‌برداری در لوکیشن‌ها و مجموعه‌های بزرگ مناسب‌تر بودند، و لونا اشاره کرد که رویکرد متفاوت فیلم‌برداری سریال، آن را شبیه روگ وان کرد که سبک فیلم‌برداری‌اش از دیگر فیلم‌های جنگ ستارگان متمایز بود. توبی هاینز سه قسمت اول را کارگردانی کرد، و بن کارون، سوزانا وایت و هاینز هر کدام بلوکی سه‌قسمتی دیگر را کارگردانی کردند. جاناتان فریمن و آدریانو گولدمن به عنوان مدیران فیلم‌برداری فعالیت کردند. پیش‌تر گزارش شده بود که فیلم‌برداری در سال ۲۰۱۹ و سپس ژوئن ۲۰۲۰ آغاز می‌شود، اما به دلیل همه‌گیری کووید-۱۹ چندین بار به تأخیر افتاد. پروتکل‌های کووید-۱۹ بریتانیا و ایالات متحده در صحنه رعایت شد، از جمله بررسی روزانه دما و آزمایش کووید-۱۹ سه بار در هفته. انتظار می‌رفت فیلم‌برداری در پاین‌وود تا ژوئیه ۲۰۲۱ به پایان برسد.
تا اواخر ژانویه ۲۰۲۱، مجموعه بزرگی از یک روستا در محوطه یک معدن سابق در لیتل مارلو، باکینگهام‌شر، نزدیک استودیوهای پاین‌وود ساخته شد و فیلم‌برداری آنجا تا آوریل ادامه داشت. فیلم‌برداری در آوریل همچنین در پالایشگاه کوریتون در کورینگهام، اسکس، و در شرق لندن در کنری وارف انجام شد، جایی که میدان زیر پل ایستگاه خط الیزابت به عنوان ورودی اداره امنیت امپراتوری در کوروسانت استفاده شد. کنری وارف پیش‌تر لوکیشن فیلم‌برداری روگ وان نیز بود. پیاده‌روهای بتنی مرکز هنری باربیکن برای نمایش ساختمان‌های کوروسانت استفاده شدند. چند روز فیلم‌برداری در اوایل مه در کلیولیز در ساحل فیلد لانکاشر انجام شد، جایی که پیاده‌رو و ساحل شهر به عنوان لوکیشنی بیگانه، که بعداً به عنوان سیاره تفریحی نیاموس معرفی شد، تزئین شد، و سپس چند روز دیگر در معدن متروکه وینسپیت در دورست فیلم‌برداری شد. فیلم‌برداری واحد دوم و لوکیشن از اواخر مه به مدت حداقل یک هفته در پارک بلک، پارکی روستایی در باکینگهام‌شر نزدیک پاین‌وود، که برای فیلم‌های جنگ ستارگان دیزنی نیز استفاده شده بود، آغاز شد. تا پایان مه، تولید اصلی پیگریم به گلن تیلت در پرتشایر، اسکاتلند، منتقل شد و تا اواخر ژوئن ادامه یافت. حدود ۵۰۰ نفر از خدمه به اوبان، اسکاتلند، برای فیلم‌برداری در سد کرواچان در نزدیکی آن سفر کردند. این کار از ۱۸ ژوئن آغاز شد و مجموعه‌هایی در اطراف سد ساخته شد و فیلم‌برداری در تونل‌های آن نیز انجام گرفت. از ۲۲ تا ۲۴ ژوئن، فیلم‌برداری در معدن میدل پیک نزدیک ویرکس‌ورث، دربی‌شر، انجام شد. انتظار می‌رفت تولید در اواسط سال ۲۰۲۱ به پایان برسد، و لونا تأیید کرد که تا ۲۷ سپتامبر به پایان رسیده است.
فصل دوم از ۲۱ نوامبر ۲۰۲۲ فیلم‌برداری را آغاز کرد و انتظار می‌رفت تا اوت ۲۰۲۳ ادامه یابد، و گیلروی پیش‌بینی کرد که مانند فصل اول، یک سال برای پس‌تولید نیاز باشد. قسمت‌ها بار دیگر در بلوک‌های سه‌قسمتی فیلم‌برداری شدند، و هر بلوک داستان را یک سال به رویدادهای روگ وان نزدیک‌تر کرد. گیلروی اظهار داشت که به دلیل تعهداتش به عنوان شوررانر، در فصل دوم کارگردانی نخواهد کرد. آریل کلایمن، یانوس متز و آلونسو رویزپالاسیوس قسمت‌های فصل دوم را کارگردانی کردند، و کلایمن شش قسمت را بر عهده داشت. در مارس ۲۰۲۳، مشخص شد که فصل دوم در شاتیوا و والنسیا با حضور کارگردان متز و بازیگر بنجامین برات فیلم‌برداری می‌شود. در آوریل ۲۰۲۳، فیلم‌برداری در معدن وینسپیت نزدیک ورث ماتراورز، دورست، به دلیل نگرانی‌های ریزش زمین متوقف شد. ماه بعد، به دلیل اعتصاب انجمن نویسندگان آمریکا در سال ۲۰۲۳، فیلم‌برداری دوباره متوقف شد. تا ژوئن همان سال، تولید تقریباً به نیمه راه رسیده بود. در ژوئیه ۲۰۲۳، فیلم‌برداری به دلیل اعتصاب «SAG-AFTRA» در سال ۲۰۲۳ متوقف شد و برنامه‌ریزی شد که پس از پایان هر دو اعتصاب از سر گرفته شود. فیلم‌برداری در اوایل ژانویه ۲۰۲۴ از سر گرفته شد و در ۹ فوریه ۲۰۲۴ به پایان رسید.

## موسیقی
تونی گیلروی در سال ۲۰۲۰، پیش از آغاز فیلم‌برداری، با نیکلاس بریتل برای آهنگسازی سریال تماس گرفت تا موسیقی منبع «source music» برای پخش در صحنه‌های فیلم‌برداری آماده کند. گیلروی و بریتل، که در منهتن همسایه هستند، اولین دیدار خود برای این پروژه را در اوت ۲۰۲۰ برگزار کردند. کاتلین کندی و گیلروی می‌خواستند سریال صدایی منحصربه‌فرد داشته باشد و بریتل اظهار داشت که موسیقی «ارکرسترال به علاوه» خواهد بود و شامل «طیف گسترده‌ای از صداها»، از جمله صداهایی است که خودش خلق کرده است. او افزود که مقیاس بزرگ سریال به این معناست که «هر قسمت نیازهای جدید، موسیقی جدید و ایده‌های جدید دارد. مهم است که با تکامل داستان، موسیقی نیز تکامل یابد.» در فوریه ۲۰۲۲، اعلام شد که بریتل آهنگساز سریال است، و در مه همان سال، او اظهار داشت که «ماه‌ها، حتی سال‌ها، بی‌وقفه» روی پروژه کار کرده‌اند. ضبط موسیقی در آن زمان در استودیوهای «AIR Lyndhurst» در لندن با یک ارکستر کامل آغاز شده بود. بریتل به دلیل همه‌گیری کووید-۱۹ نتوانست به لندن سفر کند، اما تیمی در آنجا داشت که پیش‌تر با او در دیگر سریال‌های تلویزیونی همکاری کرده بودند.
برای فصل دوم، بریتل به دلیل تداخل برنامه‌ای نتوانست برای آهنگسازی بازگردد و برندون رابرتس جایگزین او شد. با این حال، بریتل مقدار محدودی موسیقی برای فصل دوم نوشت و به عنوان آهنگساز اصلی قسمت‌های چهارم و پنجم معرفی شده است.

## بازاریابی
یک ویدیوی تبلیغاتی کوتاه «sizzle reel» شامل تصاویر پشت صحنه از پیش‌تولید و فیلم‌برداری در دسامبر ۲۰۲۰، طی ارائه روز سرمایه‌گذاران دیزنی، منتشر شد، زمانی که کندی به‌طور رسمی عنوان سریال و بازیگران آن را اعلام کرد. گیلروی، دیه‌گو لونا و جنیویو اوریلی در رویداد جشن جنگ ستارگان در مه ۲۰۲۲ سریال را تبلیغ کردند و اولین تیزر تبلیغاتی را رونمایی نمودند. آرون کوچ از هالیوود ریپورتر اظهار داشت که تیزر «جنبه خشن» دنیای جنگ ستارگان را نشان می‌دهد. دنیل چین از رینگر احساس کرد که سریال هویتی منحصربه‌فرد در فرنچایز جنگ ستارگان دارد، با لحنی تاریک‌تر، و گفت که تیزر «تصویری از سال‌های شکل‌گیری شورش علیه امپراتوری» ترسیم می‌کند. رایان اسکات از /فیلم معتقد بود که تیزر «جامع‌ترین نگاه به سریال تا آن زمان» را ارائه داده است. او گفت که سریال می‌تواند اخلاقیات شورشیان را کاوش کند و نوشت که اگرچه آن‌ها معمولاً به عنوان قهرمان دیده می‌شوند، «منطقه خاکستری زیادی برای کاوش وجود دارد.» شان کین از «اس‌ان‌تی» احساس کرد که تیزر اطلاعات زیادی فاش نمی‌کند، اما «طعم جذابی از لحن جاسوسی سریال» ارائه می‌دهد.
لونا در ۱ اوت در برنامه صبح بخیر آمریکا سریال را تبلیغ کرد و تریلر رسمی را رونمایی نمود. هتی لیندرت از «A.V. Club» به صحنه‌های اکشن در تریلر اشاره کرد و گفت: «علاوه بر مقیاس حماسی و لحن تاریک‌تر، سریال همچنین نوید صحنه‌های مبارزه شدید با استفاده محدود از صفحه سبز را می‌دهد» و به تجربه گیلروی در فیلم‌های اکشن به دلیل کارش در فیلم‌های جیسون بورن اشاره کرد. جیمز هیبرد از هالیوود ریپورتر از افزایش زمان حضور اندور در تریلر نسبت به تیزر لذت برد و احساس کرد که سریال «تغییری خوشایند در صحنه نسبت به سریال‌های قبلی جنگ ستارگان شرکت» است. اسکاتی اندرو از «سی‌ان‌ان» احساس کرد که تریلر «کمی بیشتر درباره تکامل اندور از دزد معمولی به شهیدی کهکشانی» فاش می‌کند. لونا و کندی سریال را در نمایشگاه «D23» سال ۲۰۲۲ تبلیغ کردند، و کین از «اس‌ان‌تی» نوشت: «تریلر فضایی کاملاً تلخ را برای جنگجوی انقلابی کاسیان اندور و دوستانش ترسیم می‌کند، زیرا مبارزه با امپراتوری و ردیف‌های استورم‌تروپرها به نظر بلیتی یک‌طرفه به سوی مرگ است.» در همین حال، راشل لیشمن از کولایدر احساس کرد که تریلر «نگاه بیشتری به وضعیت شورش و کسانی که علیه امپراتوری می‌جنگند به ما می‌دهد» و از نمایش امپراتوری در سریال هیجان‌زده بود و نوشت: «دیدن این مأموریت‌های کوچک و احساساتی که شورشیان نسبت به امپراتوری دارند، کاملاً با آنچه درباره کاسیان می‌دانیم هم‌خوانی دارد و این تریلر واقعاً ما را برای آنچه در سریال پیش رو است هیجان‌زده کرده است.»
تصاویری از فصل دوم در جشن جنگ ستارگان لندن در آوریل ۲۰۲۳ نمایش داده شد. تریلری برای فصل دوم در نمایشگاه D23 سال ۲۰۲۴ نشان داده شد. تیزر رسمی فصل دوم در ۲۴ فوریه ۲۰۲۵ منتشر شد.

## انتشار
استریم
اندور در ۲۱ سپتامبر ۲۰۲۲ با انتشار سه قسمت اول در دیزنی+ به نمایش درآمد. بقیه فصل اول ۱۲ قسمتی به‌صورت هفتگی تا ۲۳ نوامبر ۲۰۲۲ منتشر شد. پیش‌تر انتظار می‌رفت سریال در سال ۲۰۲۱ منتشر شود، اما تولید به دلیل همه‌گیری کووید-۱۹ به تأخیر افتاد. ابتدا قرار بود در ۳۱ اوت با دو قسمت به نمایش درآید. در نوامبر ۲۰۲۲، دیزنی اعلام کرد که دو قسمت اول فصل اول در ۲۳ نوامبر در ABC، در ۲۴ نوامبر در FX، در ۲۵ نوامبر در Freeform پخش خواهد شد و از ۲۳ نوامبر تا ۷ دسامبر در Hulu در دسترس خواهد بود. اقدامی مشابه در کشورهای مختلف اروپا، از جمله پرتغال، اسپانیا، لهستان و هلند، تکرار شد، و دو قسمت اول در ۲۴ یا ۲۵ نوامبر، بسته به کشور، در Fox پخش شد.
فصل دوم، که همچنین شامل ۱۲ قسمت است، انتظار می‌رفت در اوت ۲۰۲۴ منتشر شود، اما به دلیل تأخیر در تولید ناشی از مناقشات کارگری هالیوود ۲۰۲۳, در ۲۲ آوریل ۲۰۲۵ با سه قسمت به نمایش درآمد و قسمت‌ها به‌صورت هفتگی تا ۱۳ مه منتشر شدند.
رسانه خانگی
فصل اول اندور در ۳۰ آوریل ۲۰۴ توسط استودیوهای سرگرمی خانگی والت دیزنی در قالب Ultra HD Blu-ray و Blu-ray منتشر شد، با بسته‌بندی SteelBook، کارت‌های هنری مفهومی و ویژگی‌های اضافی، از جمله مستندهای کوتاه.
فصل اول اندور ۵۹٪ از فروش خود را از نسخه ۴K Ultra HD به دست آورد، که به آن کمک کرد رتبه اول را در جدول ۴K کسب کند. همچنین در هفته منتهی به ۴ مه ۲۰۲۴، رتبه سوم را در جدول Blu-ray به دست آورد.

## استقبال
بینندگان
فصل اول
Whip Media’s TV Time، که داده‌های بینندگان را برای بیش از ۲۵ میلیون کاربر جهانی ردیابی می‌کند، گزارش داد که اندور دومین سریال جدید مورد انتظار برای سپتامبر ۲۰۲۲ بود. این سریال در هفته ۱۶ اکتبر سومین سریال اصلی پربیننده در ایالات متحده بود. سپس از ۲۳ اکتبر تا ۲۷ نوامبر هر هفته در صدر سریال‌های اصلی قرار گرفت. «جاست واچ»، راهنمای محتوای استریم با دسترسی به داده‌های بیش از ۲۰ میلیون کاربر در سراسر جهان، اعلام کرد که اندور در هفته ۲۵ سپتامبر پربیننده‌ترین سریال در ایالات متحده بود. این سریال از ۷ تا ۲۰ نوامبر در میان ۱۰ سریال برتر باقی ماند. «ریل گود»، تجمیع‌کننده استریم که داده‌های بلادرنگ از ۵ میلیون کاربر آمریکایی برای محتوای اصلی و خریداری‌شده در سرویس‌های SVOD و AVOD ردیابی می‌کند، اعلام کرد که اندور در هفته ۲۸ سپتامبر پربیننده‌ترین برنامه بود. این سریال از ۵ اکتبر تا ۱۱ نوامبر در میان ۱۰ برنامه برتر باقی ماند.. «نیلسن مدیا رسارچ»، که بینندگان استریم را در برخی از صفحه‌های تلویزیونی ایالات متحده ثبت می‌کند، تخمین زد که سریال از ۳ تا ۹ اکتبر به مدت ۳۵۶ میلیون دقیقه تماشا شده است. سپس از ۱۷ تا ۲۳ اکتبر به مدت ۴۱۸ میلیون دقیقه تماشا شد.
اندور در مقایسه با دیگر سریال‌های جنگ ستارگان بینندگان کمتری داشت. تایم این را به عواملی مانند «خستگی از فرنچایز»، کمبود خدمات به طرفداران، رقابت با دیگر نمایش‌های فانتزی و علمی-تخیلی، و مینی‌سریال «ناامیدکننده اوبی-وان کنوبی» نسبت داد. «مووی وب» اشاره کرد که با وجود برخی گزارش‌های اولیه مبنی بر تقاضای کمتر، اندور همچنان عملکرد خوبی داشت و تقاضای مخاطبان آن به‌طور قابل‌توجهی بالاتر از میانگین سریال‌های استریم بود. «پرت آنالیتیکس»، که تعامل مصرف‌کننده در تحقیقات، استریم، دانلود و رسانه‌های اجتماعی را بررسی می‌کند، گزارش داد که تقاضای مخاطبان اندور از ۱۵ تا ۲۱ اکتبر ۲۰۲۲، ۳۴.۱ برابر بیشتر از میانگین سریال‌های تلویزیونی بود، و مندلورین با ۳۴ برابر تقاضای متوسط در رتبه نزدیک به آن قرار داشت. «پرت آنالیتیکس» بعداً اعلام کرد که اندور از ۱۲ تا ۱۸ نوامبر ۲۰۲۲، پرتقاضاترین سریال جدید ایالات متحده در ۱۰۰ روز گذشته بود، با ۳۷.۷ برابر تقاضای متوسط تمام سریال‌های دیگر در ایالات متحده.
«فلیکسپترول»، شرکت تجزیه‌وتحلیل استریم که نمودارهای VOD و رتبه‌بندی‌های استریم را روزانه در سراسر جهان نظارت می‌کند، گزارش داد که اندور نهمین سریال پربیننده در دیزنی+ در سال ۲۰۲۲ بود. بر اساس وب‌سایت خبری اشتراک فایل TorrentFreak، اندور دهمین سریال تلویزیونی پربیننده دزدی‌شده در سال ۲۰۲۲ بود. اندور از زمان انتشار در سپتامبر ۲۰۲۲ تا پایان ۲۰۲۴، بیش از ۳۰۰ میلیون دلار درآمد اشتراک جهانی برای دیزنی+ ایجاد کرد و از عملکرد دیگر سریال‌های زنده جنگ ستارگان مانند کتاب بوبا فت و آسوکا پیشی گرفت.
فصل دوم
Parrot Analytics اعلام کرد که اندور در هفته ۲۰ تا ۲۷ آوریل، پس از نمایش فصل دوم در ۲۲ آوریل در دیزنی+، در تقاضای کانادا برای سریال‌های اصلی دیجیتال پیشتاز بود. این سریال با میانگین تقاضای ۴۶.۱ برابر بازار، در رتبه اول جدول ۱۰ سریال اصلی دیجیتال در کانادا قرار گرفت. همچنین در میان تمام برنامه‌های تلویزیونی (شامل خطی، تلویزیون پولی، SVOD و AVOD) در رتبه سوم قرار گرفت، با میانگین تقاضای ۴۶، پس از آخرین ما و شنبه شب زنده.
Whip Media اعلام کرد که اندور در هفته منتهی به ۲۷ آوریل، برترین سریال اصلی استریم در ایالات متحده بود. «ریل گود»اظهار داشت که این سریال در هفته منتهی به ۳۰ آوریل، دومین سریال پربیننده در ایالات متحده بود.«سامبا تی‌وی»، شرکت تجزیه‌وتحلیل که داده‌های بینندگان را از برخی تلویزیون‌های هوشمند و ارائه‌دهندگان محتوا جمع‌آوری می‌کند، اعلام کرد که ۱.۲ میلیون خانوار آمریکایی قسمت اول را در شش روز اول تماشا کردند. این رقم با بینندگان قسمت اول فصل اول اندور در بازه زمانی مشابه در سپتامبر ۲۰۲۲ برابر است.
پاسخ انتقادی
فصل اول
وب‌سایت جمع‌آوری نقد «روتن تومیتو» امتیاز تأیید ۹۶٪ را با میانگین امتیاز ۸.۵۵/۱۰ بر اساس ۶۰۹ نقد گزارش داد. اجماع منتقدان این وب‌سایت می‌خواند: «ماجراجویی خشن که از دیدگاه زمینی سلطه امپراتوری روایت می‌شود، اندور ورودی فوق‌العاده بالغ و سیاسی به اسطوره‌شناسی جنگ ستارگان است – و یکی از بهترین‌ها تاکنون.» «متاکریتیک»، که از میانگین وزنی استفاده می‌کند، امتیاز ۷۴ از ۱۰۰ را بر اساس ۳۱ منتقد اختصاص داد که نشان‌دهنده «نقدهای عموماً مطلوب» است.
اندور به عنوان یکی از بهترین سریال‌های تلویزیونی سال ۲۰۲۲ شناخته شد و به دلیل تفاوت‌هایش با دیگر نمایش‌های جنگ ستارگان مورد ستایش قرار گرفت. ماندالیت دل بارکو از «ان‌پی‌آر» خلاصه کرد که اندور به عنوان «پیچیده‌ترین و بالغ‌ترین داستان در افسانه جنگ ستارگان» مورد استقبال قرار گرفته است. جک سیل از گاردین در نقدی چهار ستاره، اندور را «بهترین نمایش جنگ ستارگان از زمان مندلورین» نامید. کارولین فرامکه از ورایتی نسبت به انحراف اندور از دیگر پروژه‌های جنگ ستارگان با «داستانی درباره مردمی که هیچ ارتباطی با سولوها، اسکای‌واکرها یا پالپاتین‌ها ندارند، اما زندگی‌شان همچنان اهمیت دارد» مثبت بود. به همین ترتیب، نیکلاس کوآ از والچر این نمایش را «نفسی تازه» نامید و از «اعتماد کامل به داستان‌گویی»، «غنی بودن ایده‌های سیاسی»، موسیقی، طراحی تولید و دیالوگ‌ها ستایش کرد.
سیمون کاردی از «ای‌جی‌ان»از شخصیت‌ها و توسعه آن‌ها تمجید کرد و در نقدی با امتیاز ۹ از ۱۰، آن را «یکی از بهترین چیزهایی که تاکنون از دنیای جنگ ستارگان بیرون آمده» نامید. شخصیت‌پردازی‌ها توسط مایک هیل از نیویورک تایمز مورد انتقاد قرار گرفت که آن‌ها را نازک و ناکافی دانست.
فصل دوم
«روتن تومیتو» امتیاز تأیید ۹۸٪ را با ۱۴۴ نقد گزارش داد. اجماع منتقدان این وب‌سایت می‌خواند: «اندور با اعتقادی شگفت‌انگیز و جدیت در دنیای جنگ ستارگان، فصل دوم فوق‌العاده‌اش آتشی از شورش را روشن می‌کند که صفحه را گرم می‌کند.» «متاکریتیک» امتیاز ۹۲ از ۱۰۰ را بر اساس ۳۲ منتقد اختصاص داد که نشان‌دهنده «تحسین جهانی» است.

صحنه تلاش برای تجاوز به بیکس کالین توسط ستوان کرول، افسر امپراتوری، در قسمت سوم «برداشت» واکنش‌های متفاوتی از برخی بینندگان و طرفداران به دنبال داشت. برخی طرفداران از این صحنه دفاع کردند و آن را برای برجسته کردن وضعیت مهاجران بدون مدارک، شرارت رژیم‌های فاشیستی یا مقایسه با لباس «بیکینی برده» پرنسس لیا در بازگشت جدای توجیه کردند. تونی گیلروی، شوررانر، در مصاحبه‌ای با هالیوود ریپورتر از این صحنه دفاع کرد و استدلال نمود که اجتناب از موضوع تجاوز جنسی برای یک داستان جنگی معتبر نیست. او گفت:
ببین، صادقانه بگویم: تاریخ تمدن، بخش عظیمی از آن به تجاوز گره خورده است. همه ما که اینجا هستیم، همگی محصول تجاوز هستیم. منظورم این است که ارتش‌ها و قدرت‌ها در طول تاریخ [تجاوز کرده‌اند]. بنابراین، نپرداختن به این موضوع به‌نحوی... فقط ارگانیک بود و احساس درستی داشت، به‌گونه‌ای که برای این مرد (شخصیت) به یک سفر قدرت تبدیل شد. واقعاً سعی داشتم مسیری برای بیکس ایجاد کنم که در نهایت به وضوح منجر شود – اما مسیری دشوار برای بازگشت به وضوح.
آدریا آرخونا، بازیگر نقش کالین، نیز از این صحنه دفاع کرد و اظهار داشت:
این که توانستم آن [تجاوز] را با صدای بلند بگویم – در آن احساس قدرت زیادی کردم. این را در طول روز احساس کردم. وقتی فیلم‌برداری را تمام کردم و به خانه رفتم، آن را احساس کردم.
آرخونا تأیید کرد که با کارگردان آریل کلایمن در صحنه رویارویی کالین با کرول همکاری کرده و ورودی‌هایی برای صحنه‌ای که شخصیتش با ضربه به عقب از کرول آزاد می‌شود، ارائه داده است.

## جوایز
اندور مورد تحسین منتقدان قرار گرفت و به‌طور مداوم در فهرست‌های «بهترین‌های ۲۰۲۲» برای سریال‌های تلویزیونی در رتبه اول قرار گرفت، از جمله در فهرست‌های والتور، یو‌اس‌ای تودی، پولیگون، ای‌جی‌ان، امپایر و غیره. چندین نشریه همچنین اندور را بهترین سریال تلویزیونی جنگ ستارگان دانستند، از جمله تایمز، گاردین و والچر.
| جایزه                               | سال  | دسته‌بندی                                                                   | دریافت‌کننده(ها) | نتیجه |
| ----------------------------------- | ---- | -------------------------------------------------------------------------- | --- | ----- |
| جوایز ویراستاران سینمای آمریکا      | ۲۰۲۳ | بهترین سریال درام ویرایش‌شده                                                | سایمون اسمیت (برای «یک راه خروج»)                                                                                            | برنده |
| جوایز انجمن کارگردانان هنری         | ۲۰۲۳ | برتری در طراحی تولید برای سریال تک‌دوربینی فانتزی یک‌ساعته                   | لوک هال (برای «جاده ریکس»)                                                                                                   | نامزد |
| جوایز هنری خلاقانه آسترا            | ۲۰۲۴ | بهترین بازیگر مهمان در سریال درام                                          | اندی سرکیس | نامزد |
| جوایز هنری خلاقانه آسترا            | ۲۰۲۴ | بهترین انتخاب بازیگر در سریال درام                                         | اندور | نامزد |
| جوایز هنری خلاقانه آسترا            | ۲۰۲۴ | بهترین لباس‌های فانتزی یا علمی‌تخیلی                                         | اندور | نامزد |
| جوایز هنری خلاقانه آسترا            | ۲۰۲۴ | بهترین بدلکاری                                                             | اندور | نامزد |
| جوایز تلویزیونی آسترا               | ۲۰۲۴ | بهترین سریال استریمینگ، درام                                               | اندور | نامزد |
| جوایز تلویزیونی آسترا               | ۲۰۲۴ | بهترین بازیگر مرد در سریال استریمینگ، درام                                 | دیه‌گو لونا | نامزد |
| جوایز تلویزیونی آسترا               | ۲۰۲۴ | بهترین بازیگر مکمل مرد در سریال استریمینگ، درام                            | استلان اسکاشگورد | نامزد |
| جوایز تلویزیونی آسترا               | ۲۰۲۴ | بهترین بازیگر مکمل زن در سریال استریمینگ، درام                             | جنیویو اوریلی | نامزد |
| جوایز تلویزیونی آسترا               | ۲۰۲۴ | بهترین کارگردانی در سریال استریمینگ، درام                                  | بنجامین کارون (برای «جاده ریکس»)                                                                                             | نامزد |
| جوایز تلویزیونی آسترا               | ۲۰۲۴ | بهترین نویسندگی در سریال استریمینگ، درام                                   | تونی گیلروی (برای «جاده ریکس»)                                                                                               | نامزد |
| جوایز بلک ریل                       | ۲۰۲۳ | عملکرد برجسته مهمان، سریال درام                                            | فارست ویتاکر | نامزد |
| جوایز آکادمی تلویزیون بریتانیا      | ۲۰۲۳ | بهترین بازیگر مکمل زن                                                      | فیونا شاو | نامزد |
| جوایز هنری آکادمی تلویزیون بریتانیا | ۲۰۲۳ | بهترین ویرایش: داستانی                                                     | فرانسس پارکر (برای «اعلامیه»)                                                                                                | نامزد |
| جوایز هنری آکادمی تلویزیون بریتانیا | ۲۰۲۳ | بهترین جلوه‌های ویژه و بصری                                                 | موهن لئو، تی‌جی فالز، ریچارد ون دن برگ، و ژان-کلمنت سوره                                                                      | نامزد |
| جوایز انجمن فیلم‌برداران بریتانیا    | ۲۰۲۲ | بهترین فیلم‌برداری در سریال درام تلویزیونی                                  | آدریانو گلدمن (برای «یک راه خروج»)                                                                                           | نامزد |
| جوایز انتخاب منتقدان تلویزیونی      | ۲۰۲۳ | بهترین سریال درام                                                          | اندور | نامزد |
| جوایز انتخاب منتقدان تلویزیونی      | ۲۰۲۳ | بهترین بازیگر مرد در سریال درام                                            | دیه‌گو لونا | نامزد |
| جوایز سوپر انتخاب منتقدان           | ۲۰۲۳ | بهترین سریال علمی‌تخیلی/فانتزی، سریال محدود یا فیلم تلویزیونی               | اندور | برنده |
| جوایز سوپر انتخاب منتقدان           | ۲۰۲۳ | بهترین بازیگر مرد در سریال علمی‌تخیلی/فانتزی، سریال محدود یا فیلم تلویزیونی | دیه‌گو لونا | نامزد |
| جوایز سوپر انتخاب منتقدان           | ۲۰۲۳ | بهترین بازیگر زن در سریال علمی‌تخیلی/فانتزی، سریال محدود یا فیلم تلویزیونی  | فیونا شاو | نامزد |
| جوایز گلدن گلوب                     | ۲۰۲۳ | بهترین بازیگر مرد – سریال درام                                             | دیه‌گو لونا | نامزد |
| جوایز ریل طلایی                     | ۲۰۲۳ | دستاورد برجسته در ویرایش صدا – سریال یک‌ساعته – افکت‌ها/فولی                 | دیوید آکورد، مارگیت فیفر، جی‌آر گرابز، شاون فارلی، جان روش، شلی رودن (برای «حسابرسی»)                                         | نامزد |
| جوایز تریلر طلایی                   | ۲۰۲۳ | بهترین اکشن برای سریال تلویزیونی/استریمینگ (تریلر/تیزر/تبلیغ)              | اندور | برنده |
| جوایز انتخاب آی‌جی‌ان                 | ۲۰۲۳ | سریال تلویزیونی سال                                                        | اندور | برنده |
| جوایز فیلم و تلویزیون ام‌تی‌وی        | ۲۰۲۳ | بهترین قهرمان                                                              | دیه‌گو لونا | نامزد |
| جوایز فیلم و تلویزیون ام‌تی‌وی        | ۲۰۲۳ | بهترین مبارزه                                                              | فرار از نارکنا ۵ | نامزد |
| جوایز پیبادی                        | ۲۰۲۲ | سرگرمی                                                                     | اندور | برنده |
| جایزه امی ساعات پربیننده خلاقانه    | ۲۰۲۴ | بهترین فیلم‌برداری برای سریال (یک‌ساعته)                                     | دامیان گارسیا (برای «جاده ریکس»)                                                                                             | نامزد |
| جایزه امی ساعات پربیننده خلاقانه    | ۲۰۲۴ | بهترین آهنگ‌سازی برای سریال (موسیقی دراماتیک اصلی)                          | نیکلاس بریتل (برای «جاده ریکس»)                                                                                              | نامزد |
| جایزه امی ساعات پربیننده خلاقانه    | ۲۰۲۴ | بهترین موسیقی تم اصلی                                                      | نیکلاس بریتل | نامزد |
| جایزه امی ساعات پربیننده خلاقانه    | ۲۰۲۴ | بهترین ویرایش صدا برای سریال کمدی یا درام (یک‌ساعته)                        | دیوید آکورد، مارگیت فیفر، ریچارد کوین، جاناتان گربر، جی‌آر گرابز، جان فینکلا، شاون فارلی، شلی رودن، و جان روش (برای «چشم»)    | نامزد |
| جایزه امی ساعات پربیننده خلاقانه    | ۲۰۲۴ | بهترین جلوه‌های بصری ویژه در یک فصل یا فیلم                                 | موهن لئو، تی‌جی فالز، ریچارد ون دن برگ، نیل اسکنلن، لیانا منصور، اسکات پریچارد، جوزف کاسپاریان، جلمر بوسکما، و ژان-کلمنت سوره | نامزد |
| جایزه امی ساعات پربیننده            | ۲۰۲۴ | بهترین سریال درام                                                          | سان وولنبرگ، تونی گیلروی، کاتلین کندی، دیه‌گو لونا، توبی هینز، میشل رجوان، کیت هازل، دیوید مینتی                              | نامزد |
| جایزه امی ساعات پربیننده            | ۲۰۲۴ | بهترین کارگردانی برای سریال درام                                           | بنجامین کارون (برای «جاده ریکس»)                                                                                             | نامزد |
| جایزه امی ساعات پربیننده            | ۲۰۲۴ | بهترین نویسندگی برای سریال درام                                            | بو ویلیمون (برای «یک راه خروج»)                                                                                              | نامزد |
| جوایز انجمن تهیه‌کنندگان آمریکا      | ۲۰۲۳ | تهیه‌کننده برجسته سریال تلویزیونی اپیزودیک، درام                            | اندور | نامزد |
| جوایز ساترن                         | ۲۰۲۳ | بهترین سریال تلویزیونی علمی‌تخیلی                                           | اندور | نامزد |
| جوایز ساترن                         | ۲۰۲۳ | بهترین سریال ژانر جدید                                                     | اندور | برنده |
| جوایز ساترن                         | ۲۰۲۳ | بهترین بازیگر مرد در سریال تلویزیونی                                       | دیه‌گو لونا | نامزد |
| جوایز ساترن                         | ۲۰۲۳ | بهترین بازیگر مکمل زن در سریال تلویزیونی                                   | جنیویو اوریلی | نامزد |
| جوایز ساترن                         | ۲۰۲۳ | بهترین بازیگر مهمان در سریال تلویزیونی                                     | اندی سرکیس | نامزد |
| جوایز ساترن                         | ۲۰۲۵ | بهترین انتشار رسانه خانگی تلویزیونی                                        | فصل اول – استیل‌بوک 4K | برنده |
| جوایز انجمن بازیگران فیلم           | ۲۰۲۳ | عملکرد برجسته گروه بدلکاری در سریال تلویزیونی                              | اندور | نامزد |
| جوایز انجمن آهنگسازان و ترانه‌سرایان | ۲۰۲۳ | موسیقی برجسته برای تلویزیون                                                | نیکلاس بریتل | نامزد |
| جوایز انجمن منتقدان تلویزیون        | ۲۰۲۳ | برنامه سال                                                                 | اندور | نامزد |
| جوایز انجمن منتقدان تلویزیون        | ۲۰۲۳ | برنامه جدید برجسته                                                         | اندور | نامزد |
| جوایز انجمن منتقدان تلویزیون        | ۲۰۲۳ | دستاورد برجسته در درام                                                     | اندور | نامزد |
| جوایز انجمن جلوه‌های بصری            | ۲۰۲۳ | محیط خلق‌شده برجسته در اپیزود، تبلیغ، یا پروژه بلادرنگ                      | پدرو سانتوس، کریس فورد، جف کارسون-بارتزیس، الکس مورتازا (برای «حسابرسی»)                                                     | نامزد |
| جوایز انجمن نویسندگان آمریکا        | ۲۰۲۳ | سریال درام                                                                 | دن گیلروی، تونی گیلروی، استیون شیف و بو ویلیمون                                                                              | نامزد |
| جوایز انجمن نویسندگان آمریکا        | ۲۰۲۳ | سریال جدید                                                                 | دن گیلروی، تونی گیلروی، استیون شیف و بو ویلیمون                                                                              | نامزد |